# Lista monumentelor istorice din județul Tulcea

Simbol utilizat în România pentru monumentele istorice

Lista monumentelor istorice din județul Tulcea cuprinde monumentele istorice din județul Tulcea înscrise în Patrimoniul cultural național al României. Lista completă este menținută și actualizată periodic de către Ministerul Culturii, Cultelor și Patrimoniului Național din România, ultima versiune datând din 2015.

| Cod LMI                                                           | Denumire | Localitate                                    | Localizare | Datare, Creatori                                                                      | Imagine               | Erori             |
| ----------------------------------------------------------------- | --- | --------------------------------------------- | --- | ------------------------------------------------------------------------------------- | --------------------- | ----------------- |
| TL-I-s-A-05718 (RAN: 159623.01)                                   | Situl arheologic „Aegyssus” | municipiul Tulcea                             | În partea de NE a orașului, str. Gloriei, Parcul Monumentului; perimetrul format din str. Nufărului, Orizontului, Brumărel, Prislav, Walter, 9 Mai, Grigore Antipa, Independenței, Mistrețului, Grădinarilor 45.17978°N 28.80636°E |                                                                                       | Alte imagini          | Raportează eroare |
| TL-I-m-A-05718.01 (RAN: 159623.01.04)                             | Așezare medievală | municipiul Tulcea                             | În partea de NE a orașului, str. Gloriei, Parcul Monumentului; perimetrul format din str. Nufărului, Orizontului, Brumărel, Prislav, Walter, 9 Mai, Grigore Antipa, Independenței, Mistrețului, Grădinarilor | Epoca medievală                                                                       | Încarcă foto \| video | Raportează eroare |
| TL-I-m-A-05718.02 (RAN: 159623.01.05)                             | Cetatea Aegyssus | municipiul Tulcea                             | În partea de NE a orașului, str. Gloriei, Parcul Monumentului; perimetrul format din str. Nufărului, Orizontului, Brumărel, Prislav, Walter, 9 Mai, Grigore Antipa, Independenței, Mistrețului, Grădinarilor | Epoca romană târzie                                                                   |                       | Raportează eroare |
| TL-I-m-A-05718.03 (RAN: 159623.01.06)                             | Așezare civilă Aegyssus | municipiul Tulcea                             | În partea de NE a orașului, str. Gloriei, Parcul Monumentului; perimetrul format din str. Nufărului, Orizontului, Brumărel, Prislav, Walter, 9 Mai, Grigore Antipa, Independenței, Mistrețului, Grădinarilor | Epoca romană                                                                          | Încarcă foto \| video | Raportează eroare |
| TL-I-m-A-05718.04 (RAN: 159623.01.07)                             | Necropola cetății Aegyssus | municipiul Tulcea                             | În partea de NE a orașului, str. Gloriei, Parcul Monumentului; perimetrul format din str. Nufărului, Orizontului, Brumărel, Prislav, Walter, 9 Mai, Grigore Antipa, Independenței, Mistrețului, Grădinarilor | Epoca romană                                                                          | Încarcă foto \| video | Raportează eroare |
| TL-I-m-A-05718.05 (RAN: 159623.01.02, 159623.01.03)               | Cetatea romană | municipiul Tulcea                             | În partea de NE a orașului, str. Gloriei, Parcul Monumentului; perimetrul format din str. Nufărului, Orizontului, Brumărel, Prislav, Walter, 9 Mai, Grigore Antipa, Independenței, Mistrețului, Grădinarilor | Epoca romană                                                                          | Încarcă foto \| video | Raportează eroare |
| TL-I-m-A-05718.06 (RAN: 159623.01.01)                             | Cetate | municipiul Tulcea                             | În partea de NE a orașului, str. Gloriei, Parcul Monumentului; perimetrul format din str. Nufărului, Orizontului, Brumărel, Prislav, Walter, 9 Mai, Grigore Antipa, Independenței, Mistrețului, Grădinarilor | Latène, Cultura geto-dacică                                                           | Încarcă foto \| video | Raportează eroare |
| TL-I-s-B-05719 (RAN: 159623.03)                                   | Situl arheologic de la Tulcea, punct „La via judecătorului”                                                                                         | municipiul Tulcea                             | La 4 km E de mun. Tulcea, punctul „La via judecătorului” |                                                                                       | Încarcă foto \| video | Raportează eroare |
| TL-I-m-B-05719.01 (RAN: 159623.03.01)                             | Fortificație romană | municipiul Tulcea                             | La 4 km E de mun. Tulcea, punctul „La via judecătorului” | Epoca romană                                                                          | Încarcă foto \| video | Raportează eroare |
| TL-I-m-B-05719.02 (RAN: 159623.03.02)                             | Așezare civilă | municipiul Tulcea                             | La 4 km E de mun. Tulcea, punctul „La via judecătorului” | Epoca romană                                                                          | Încarcă foto \| video | Raportează eroare |
| TL-I-s-B-05720 (RAN: 159623.04)                                   | Situl arheologic de la Tulcea, punct „Dealul Taberei”                                                                                               | municipiul Tulcea                             | „Dealul Taberei” |                                                                                       | Încarcă foto \| video | Raportează eroare |
| TL-I-m-B-05720.01 (RAN: 159623.04.07)                             | Așezare | municipiul Tulcea                             | „Dealul Taberei” | Epoca medievală                                                                       | Încarcă foto \| video | Raportează eroare |
| TL-I-m-B-05720.02 (RAN: 159623.04.05)                             | Așezare | municipiul Tulcea                             | „Dealul Taberei” | Epoca romană                                                                          | Încarcă foto \| video | Raportează eroare |
| TL-I-s-A-05721                                                    | Sit arheologic subacvatic | ***                                           | Platforma continentală a litoralului românesc al Mării negre |                                                                                       | Încarcă foto \| video | Raportează eroare |
| TL-I-m-A-05721.01                                                 | Vestigii arheologice subacvatice | ***                                           | Platforma continentală a litoralului românesc al Mării negre | Epoca modernă                                                                         | Încarcă foto \| video | Raportează eroare |
| TL-I-m-A-05721.02                                                 | Vestigii arheologice subacvatice | ***                                           | Platforma continentală a litoralului românesc al Mării negre | Epoca medievală                                                                       | Încarcă foto \| video | Raportează eroare |
| TL-I-m-A-05721.03                                                 | Vestigii arheologice subacvatice | ***                                           | Platforma continentală a litoralului românesc al Mării negre | Epoca romano - bizantină                                                              | Încarcă foto \| video | Raportează eroare |
| TL-I-m-A-05721.04                                                 | Vestigii arheologice subacvatice | ***                                           | Platforma continentală a litoralului românesc al Mării negre | Epoca romană                                                                          | Încarcă foto \| video | Raportează eroare |
| TL-I-m-A-05721.05                                                 | Vestigii arheologice subacvatice | ***                                           | Platforma continentală a litoralului românesc al Mării negre | Epoca elenistică                                                                      | Încarcă foto \| video | Raportează eroare |
| TL-I-m-A-05721.06                                                 | Vestigii arheologice subacvatice | ***                                           | Platforma continentală a litoralului românesc al Mării negre | Epoca greacă                                                                          | Încarcă foto \| video | Raportează eroare |
| TL-I-s-B-05723 (RAN: 161507.01)                                   | Situl arheologic de la Agighiol | sat Agighiol; comuna Valea Nucarilor          | Intravilan, sector E |                                                                                       | Încarcă foto \| video | Raportează eroare |
| TL-I-m-B-05723.01 (RAN: 161507.01.02)                             | Așezare rurală | sat Agighiol; comuna Valea Nucarilor          | Intravilan, sector E | sec. X - XII, Epoca medievală timpurie                                                | Încarcă foto \| video | Raportează eroare |
| TL-I-m-B-05723.02 (RAN: 161507.01.01)                             | Așezare getică | sat Agighiol; comuna Valea Nucarilor          | Intravilan, sector E | Epoca romană, Cultura geto-dacică                                                     | Încarcă foto \| video | Raportează eroare |
| TL-I-s-B-05724 (RAN: 161507.02)                                   | Așezare greco-indigenă | sat Agighiol; comuna Valea Nucarilor          | La 350 m V de sat, pe versantul de N al Dealului Pietros | sec. IV - III a. Chr., Latène, Cultura greco - getică                                 | Încarcă foto \| video | Raportează eroare |
| TL-I-s-B-05725 (RAN: 161507.03)                                   | Așezare rurală | sat Agighiol; comuna Valea Nucarilor          | La 1,5 km SE de sat, pe malul lacului Agighiol | sec. II - IV p. Chr., Epoca romană                                                    | Încarcă foto \| video | Raportează eroare |
| TL-I-s-B-05726 (RAN: 161507.04)                                   | Așezare rurală | sat Agighiol; comuna Valea Nucarilor          | La 1 km NV de sat | sec. II - III p. Chr., Epoca romană                                                   | Încarcă foto \| video | Raportează eroare |
| TL-I-s-B-05727 (RAN: 161507.05)                                   | Așezare | sat Agighiol; comuna Valea Nucarilor          | La 1,3 km N-NV de sat, pe versantul de V al văii Tulcea | sec. II p. Chr., Epoca romană, Cultura getică                                         | Încarcă foto \| video | Raportează eroare |
| TL-I-s-B-05728 (RAN: 161507.07)                                   | Așezare rurală | sat Agighiol; comuna Valea Nucarilor          | La 1,8 km N-NV de localitate | sec. III - IV p. Chr., Epoca romană                                                   | Încarcă foto \| video | Raportează eroare |
| TL-I-s-B-05729 (RAN: 161507.06)                                   | Așezare | sat Agighiol; comuna Valea Nucarilor          | La 1,6 km N de localitate | sec. X - XI, Epoca medievală timpurie                                                 | Încarcă foto \| video | Raportează eroare |
| TL-I-s-B-05730 (RAN: 161507.08)                                   | Villa rustica | sat Agighiol; comuna Valea Nucarilor          | La 1,5 km N de sat, la 300 m E de Valea Tulcei 45.07589°N 29.4887°E | sec. II - III p. Chr., Epoca romană                                                   | Încarcă foto \| video | Raportează eroare |
| TL-I-s-B-05731 (RAN: 161507.09)                                   | Așezare | sat Agighiol; comuna Valea Nucarilor          | La 1,6 km V de sat | sec. XI - XII, Epoca medievală timpurie                                               | Încarcă foto \| video | Raportează eroare |
| TL-I-s-B-05732 (RAN: 161507.10)                                   | Așezare getică | sat Agighiol; comuna Valea Nucarilor          | La 1,7 km de sat | sec. II - III p. Chr., Epoca romană, Cultura geto-dacică                              | Încarcă foto \| video | Raportează eroare |
| TL-I-s-A-05733                                                    | Tumuli | sat Agighiol; comuna Valea Nucarilor          | |                                                                                       | Încarcă foto \| video | Raportează eroare |
| TL-I-m-A-05733.01 (RAN: 161507.11.01)                             | Aliniament de 3 tumuli (EV) | sat Agighiol; comuna Valea Nucarilor          | La 1 km S de DJ Agighiol-Valea Nucarilor |                                                                                       | Încarcă foto \| video | Raportează eroare |
| TL-I-m-A-05733.02 (RAN: 161507.12.01)                             | Tumuli grupați(10) | sat Agighiol; comuna Valea Nucarilor          | La limita de E a intravilanului |                                                                                       | Încarcă foto \| video | Raportează eroare |
| TL-I-m-A-05733.03 (RAN: 161507.13.01)                             | Aliniament de 11 tumuli (NS) | sat Agighiol; comuna Valea Nucarilor          | Între Agighiol și Valea Nucarilor 45.02945°N 28.9°E |                                                                                       | Încarcă foto \| video | Raportează eroare |
| TL-I-m-A-05733.04 (RAN: 161507.14.01)                             | Tumuli grupați(4) | sat Agighiol; comuna Valea Nucarilor          | La 1,5 km-2,5 km N de localitate |                                                                                       | Încarcă foto \| video | Raportează eroare |
| TL-I-m-A-05733.05 (RAN: 161507.15.01)                             | Tumuli izolați(2) | sat Agighiol; comuna Valea Nucarilor          | La 500 m și 1,5 km N de localitate |                                                                                       | Încarcă foto \| video | Raportează eroare |
| TL-I-m-A-05733.06 (RAN: 161507.16.01)                             | Tumuli grupați(11) | sat Agighiol; comuna Valea Nucarilor          | La NV de localitate |                                                                                       | Încarcă foto \| video | Raportează eroare |
| TL-I-m-A-05733.07 (RAN: 161507.17.01)                             | Tumuli grupați(2) | sat Agighiol; comuna Valea Nucarilor          | La 2 km V de localitate |                                                                                       | Încarcă foto \| video | Raportează eroare |
| TL-I-m-A-05733.08 (RAN: 161507.18.01)                             | Tumuli grupați(2) | sat Agighiol; comuna Valea Nucarilor          | La 4 km NV de localitate |                                                                                       | Încarcă foto \| video | Raportează eroare |
| TL-I-m-A-05733.09 (RAN: 161507.19.01)                             | Tumuli grupați(3) | sat Agighiol; comuna Valea Nucarilor          | La 500-700 m S de localitate |                                                                                       | Încarcă foto \| video | Raportează eroare |
| TL-I-s-A-05734 (RAN: 159669.01)                                   | Situl arheologic de la Babadag | oraș Babadag                                  | La cca. 1 km NE de Babadag 44.9°N 28.78333°E |                                                                                       | Încarcă foto \| video | Raportează eroare |
| TL-I-m-A-05734.01 (RAN: 159669.01.03)                             | Fortificație romană | oraș Babadag                                  | La cca. 1 km NE de Babadag 44.9°N 28.78333°E | sec. V - VI p. Chr., Epoca romană                                                     |                       | Raportează eroare |
| TL-I-m-A-05734.02 (RAN: 159669.01.06)                             | Așezare rurală | oraș Babadag                                  | La cca. 500 m N de oraș, pe malul lacului Babadag 44.9°N 28.78333°E | sec. II - VI p. Chr., Epoca romană                                                    | Încarcă foto \| video | Raportează eroare |
| TL-I-m-A-05734.03 (RAN: 159669.01.02)                             | Așezarea eponimă a culturii Babadag | oraș Babadag                                  | La cca. 1 km NE de Babadag 44.9°N 28.78333°E | sec. V - IV a. Chr., Latène timpuriu, Cultura geto-dacică                             | Încarcă foto \| video | Raportează eroare |
| TL-I-m-A-05734.04 (RAN: 159669.01.01)                             | Așezarea eponimă a culturii Babadag | oraș Babadag                                  | La cca. 1 km NE de Babadag 44.9°N 28.78333°E | sec. XI - VII a. Chr., Hallstatt, Cultura Babadag                                     | Încarcă foto \| video | Raportează eroare |
| TL-I-s-B-05735 (RAN: 159669.03)                                   | Situl arheologic de la Babadag, punct „La Geamie”                                                                                                   | oraș Babadag                                  | „La Geamie”, str. Geamiei 2 Babadag și zona înconjurătoare 44.89333°N 28.7225°E |                                                                                       | Încarcă foto \| video | Raportează eroare |
| TL-I-m-B-05735.01                                                 | Așezare | oraș Babadag                                  | „La Geamie”, str. Geamiei 2 Babadag și zona înconjurătoare | sec. X - XII; XV - XVIII, Epoca medievală                                             | Încarcă foto \| video | Raportează eroare |
| TL-I-m-B-05735.02                                                 | Așezare | oraș Babadag                                  | „La Geamie”, str. Geamiei 2 Babadag și zona înconjurătoare | sec. II - VI p. Chr., Epoca romană                                                    | Încarcă foto \| video | Raportează eroare |
| TL-I-s-B-05736 (RAN: 159669.04)                                   | Fortificație | oraș Babadag                                  | Extravilan spre N, punctul „Podul Topraichioi”, la 250 m V de E87, pe malul sudic al lacului Topraichioi; T77, P881/p | sec. IV - VI p. Chr., Epoca romano-bizantină                                          | Încarcă foto \| video | Raportează eroare |
| TL-I-s-A-05737 (RAN: 159794.06, 159794.01)                        | Situl arheologic de la Baia | sat Baia; comuna Baia                         | La circa 1,5 km E de satul Baia, aproape de malul lacului Golovița |                                                                                       | Încarcă foto \| video | Raportează eroare |
| TL-I-m-A-05737.01 (RAN: 159794.01.01)                             | Tell-uri (2) | sat Baia; comuna Baia                         | La circa 1,5 km E de satul Baia, aproape de malul lacului Golovița | Cultura Hamangia                                                                      | Încarcă foto \| video | Raportează eroare |
| TL-I-m-A-05737.02 (RAN: 159794.08.01)                             | Tumuli aplatizați | sat Baia; comuna Baia                         | extravilan spre E, între satul Baia și malul lacului Golovița, aliniamentul se continuă spre teritoriul administrativ al com. Ceamurlia de Jos, la N 44.705°N 28.70306°E |                                                                                       | Încarcă foto \| video | Raportează eroare |
| TL-I-s-B-05738 (RAN: 159794.02)                                   | Așezare | sat Baia; comuna Baia                         | La 2 km E de gara Baia | Epoca romană                                                                          | Încarcă foto \| video | Raportează eroare |
| TL-I-s-B-05739 (RAN: 160494.01)                                   | Așezare | sat Balabancea; comuna Hamcearca              | La S și SE de sat | Epoca medievală timpurie                                                              | Încarcă foto \| video | Raportează eroare |
| TL-I-s-B-05740 (RAN: 160742.01)                                   | Așezare | sat Băltenii de Jos; comuna Beștepe           | În vatra satului Băltenii de Jos | sec. II - IV p. Chr., Epoca romană                                                    | Încarcă foto \| video | Raportează eroare |
| TL-I-s-B-05741 (RAN: 159856.01)                                   | Așezare | sat Beidaud; comuna Beidaud                   | „La Grădină”, extravilan și partial intravilan, la limita de SE a satului | Neolitic, Cultura Hamangia                                                            | Încarcă foto \| video | Raportează eroare |
| TL-I-s-A-05742 (RAN: 159856.02)                                   | Situl arheologic de la Beidaud | sat Beidaud; comuna Beidaud                   | Pe Dealul Calebaiîr, la 2,5 km NV de sat 44.7099°N 28.5508°E |                                                                                       | Încarcă foto \| video | Raportează eroare |
| TL-I-m-A-05742.01 (RAN: 159856.02.02)                             | Fortificație | sat Beidaud; comuna Beidaud                   | Pe Dealul Calebaiîr, la 2,5 km NV de sat | Latène, Cultura geto-dacică                                                           | Încarcă foto \| video | Raportează eroare |
| TL-I-m-A-05742.02 (RAN: 159856.02.01)                             | Fortificație | sat Beidaud; comuna Beidaud                   | Pe Dealul Calebaiîr, la 2,5 km NV de sat | Hallstatt                                                                             | Încarcă foto \| video | Raportează eroare |
| TL-I-s-B-05743                                                    | Cișmea romană | sat Beidaud; comuna Beidaud                   | „La Cișmea”, la 3 km NV de sat, la N de fortificații | Epoca romană                                                                          | Încarcă foto \| video | Raportează eroare |
| TL-I-s-B-05744 (RAN: 159856.04)                                   | Necropolă | sat Beidaud; comuna Beidaud                   | La 3 km VNV de sat, la V de fortificații | Epoca romană                                                                          | Încarcă foto \| video | Raportează eroare |
| TL-I-s-B-05745 (RAN: 160760.01)                                   | Așezare | sat Beștepe; comuna Beștepe                   | În vatra satului, sector V | sec. IV - VI p. Chr., Epoca romano-bizantină                                          | Încarcă foto \| video | Raportează eroare |
| TL-I-s-B-05746 (RAN: 160760.02)                                   | Necropolă | sat Beștepe; comuna Beștepe                   | În vatra satului, sector SV | sec. IV - VI p. Chr., Epoca romano-bizantină                                          | Încarcă foto \| video | Raportează eroare |
| TL-I-s-B-05747 (RAN: 160760.03)                                   | Situl arheologic de la Beștepe | sat Beștepe; comuna Beștepe                   | „Cetate”, la cca. 150 m E de sat, pe versantul de V al văii Curpenișului, sub poalele primului deal Beștepe |                                                                                       | Încarcă foto \| video | Raportează eroare |
| TL-I-m-B-05747.01 (RAN: 160760.03.02)                             | Necropolă | sat Beștepe; comuna Beștepe                   | „Cetate”, la cca. 150 m E de sat, pe versantul de V al văii Curpenișului, sub poalele primului deal Beștepe | sec. IV - VI p. Chr., Epoca romano-bizantină                                          | Încarcă foto \| video | Raportează eroare |
| TL-I-m-B-05747.02 (RAN: 160760.03.01)                             | Așezare | sat Beștepe; comuna Beștepe                   | „Cetate”, la cca. 150 m E de sat, pe versantul de V al văii Curpenișului, sub poalele primului deal Beștepe | sec. II - IV p. Chr., Epoca romană                                                    | Încarcă foto \| video | Raportează eroare |
| TL-I-s-A-05748 (RAN: 160760.04)                                   | Situl arheologic de la Beștepe, punct „Piatra lui Sava”                                                                                             | sat Beștepe; comuna Beștepe                   | „Piatra lui Sava”, la cca. 1,3 km N de Beștepe |                                                                                       | Încarcă foto \| video | Raportează eroare |
| TL-I-m-A-05748.01 (RAN: 160760.04.02)                             | Așezare | sat Beștepe; comuna Beștepe                   | „Piatra lui Sava”, la cca. 1,3 km N de Beștepe | Epoca romană                                                                          | Încarcă foto \| video | Raportează eroare |
| TL-I-m-A-05748.02 (RAN: 160760.04.01)                             | Fortificație | sat Beștepe; comuna Beștepe                   | „Piatra lui Sava”, la cca. 1,3 km N de Beștepe | Hallstatt                                                                             | Încarcă foto \| video | Raportează eroare |
| TL-I-s-A-05749 (RAN: 160760.05)                                   | Așezare fortificată de la „Piatra lui Boboc” | sat Beștepe; comuna Beștepe                   | „Piatralui Boboc”, la cca. 1,2 km NE de Beștepe și cca. 1 km E de „Piatra lui Sava” | sec. IV - III a. Chr., Latène, Cultura geto-dacică                                    | Încarcă foto \| video | Raportează eroare |
| TL-I-s-B-05750 (RAN: 160760.06)                                   | Situl arheologic de la Beștepe | sat Beștepe; comuna Beștepe                   | Limita de N a intravilanului satului Beștepe |                                                                                       | Încarcă foto \| video | Raportează eroare |
| TL-I-m-B-05750.01 (RAN: 160760.06.02)                             | Așezare | sat Beștepe; comuna Beștepe                   | Limita de N a intravilanului satului Beștepe | Epoca romană                                                                          | Încarcă foto \| video | Raportează eroare |
| TL-I-m-B-05750.02 (RAN: 160760.06.01)                             | Așezare | sat Beștepe; comuna Beștepe                   | Limita de N a intravilanului satului Beștepe | Hallstatt                                                                             | Încarcă foto \| video | Raportează eroare |
| TL-I-s-B-05751 (RAN: 160760.07)                                   | Situl arheologic de la Beștepe | sat Beștepe; comuna Beștepe                   | La 500 m N de localitate, între Beștepe și „Piatra lui Sava” |                                                                                       | Încarcă foto \| video | Raportează eroare |
| TL-I-m-B-05751.01 (RAN: 160760.07.01)                             | Așezare | sat Beștepe; comuna Beștepe                   | La 500 m N de localitate, între Beștepe și „Piatra lui Sava” | sec. I - III p. Chr., Epoca romană                                                    | Încarcă foto \| video | Raportează eroare |
| TL-I-m-B-05751.02                                                 | Așezare | sat Beștepe; comuna Beștepe                   | La 500 m N de localitate, între Beștepe și „Piatra lui Sava” | sec. IV - III a. Chr., Latène, Cultura geto-dacică                                    | Încarcă foto \| video | Raportează eroare |
| TL-I-s-A-05752 (RAN: 160760.08)                                   | Fortificația getică de la „Cetățuie” | sat Beștepe; comuna Beștepe                   | „Cetățuie”, la cca. 2 km NE de Beștepe, cca. 600 m SE de „Piatra lui Boboc” și 1 km V de cetatea Salsovia | sec. IV - III a. Chr., Latène, Cultura geto-dacică                                    | Încarcă foto \| video | Raportează eroare |
| TL-I-s-B-05753 (RAN: 161400.01)                                   | Așezare | sat Calfa; comuna Topolog                     | Parțial intravilan, sector N, și extravilan spre N și NE | Epoca bronzului                                                                       | Încarcă foto \| video | Raportează eroare |
| TL-I-s-A-05754 (RAN: 159801.01)                                   | Așezarea „vicus Petra” | sat Camena; comuna Baia                       | La cca. 30 m N de Camena | Epoca romană și romano-bizantină                                                      | Încarcă foto \| video | Raportează eroare |
| TL-I-s-B-05755 (RAN: 160289.01)                                   | Necropolă tumulară | sat Caraorman; comuna Crișan                  | Pe grindul Ivancea | Epoca greco-getică                                                                    | Încarcă foto \| video | Raportează eroare |
| TL-I-s-B-05756 (RAN: 160289.02)                                   | Așezare | sat Caraorman; comuna Crișan                  | La V de sat | Epoca medievală timpurie                                                              | Încarcă foto \| video | Raportează eroare |
| TL-I-s-B-05757 (RAN: 159954.01)                                   | Situl arheologic de la Carcaliu | sat Carcaliu; comuna Carcaliu                 | |                                                                                       | Încarcă foto \| video | Raportează eroare |
| TL-I-m-B-05757.01 (RAN: 159954.01.02)                             | Așezare | sat Carcaliu; comuna Carcaliu                 | La limita de N a satului, intravilan și extravilan, pe ambele părți ale DJ | Hallstatt                                                                             | Încarcă foto \| video | Raportează eroare |
| TL-I-m-B-05757.02 (RAN: 159954.01.01)                             | Așezare | sat Carcaliu; comuna Carcaliu                 | La cca. 1 km SE de sat | Eneolitic                                                                             | Încarcă foto \| video | Raportează eroare |
| TL-I-m-B-05757.03 (RAN: 159954.01.03)                             | Tumuli (2) | sat Carcaliu; comuna Carcaliu                 | La cca. 500 m E de sat, respectiv cca. 2 km SE de sat |                                                                                       | Încarcă foto \| video | Raportează eroare |
| TL-I-s-B-02611                                                    | Situl arheologic de la Casimcea | sat Casimcea; comuna Casimcea                 | Dealul „Colțanii Dulbencii”, la N de satul Casimcea |                                                                                       | Încarcă foto \| video | Raportează eroare |
| TL-I-m-B-02611.01                                                 | Așezare | sat Casimcea; comuna Casimcea                 | Dealul „Colțanii Dulbencii”, la N de satul Casimcea | sec. XVIII                                                                            | Încarcă foto \| video | Raportează eroare |
| TL-I-m-B-02611.02                                                 | Așezare | sat Casimcea; comuna Casimcea                 | Dealul „Colțanii Dulbencii”, la N de satul Casimcea | Epoca romană                                                                          | Încarcă foto \| video | Raportează eroare |
| TL-I-m-B-02611.03                                                 | Așezare | sat Casimcea; comuna Casimcea                 | Dealul „Colțanii Dulbencii”, la N de satul Casimcea | mil. IV a Chr., Neolitic                                                              | Încarcă foto \| video | Raportează eroare |
| TL-I-s-B-02612                                                    | Așezare | sat Casimcea; comuna Casimcea                 | „Dealul Sexanului”, la cca. 800 m E de sat | sec. I - III p. Chr., Epoca romană                                                    | Încarcă foto \| video | Raportează eroare |
| TL-I-s-B-02613                                                    | Tumuli (36) | sat Casimcea; comuna Casimcea                 | Pe întreg teritoriul comunei | Epoca antică                                                                          | Încarcă foto \| video | Raportează eroare |
| TL-I-s-B-05758 (RAN: 159972.01)                                   | Villa rustica | sat Casimcea; comuna Casimcea                 | La 300 m N de sat, la E de dealul „Colțanii Dulbencii” 45.22136°N 28.64504°E | Epoca romană                                                                          | Încarcă foto \| video | Raportează eroare |
| TL-I-s-B-05759 (RAN: 159972.02)                                   | Situl arheologic de la Casimcea | sat Casimcea; comuna Casimcea                 | La 2,5 km S de sat, pe terasa de pe malul drept al pârâului Casimcea, la S de DJ Casimcea - Sarighiol de Deal |                                                                                       | Încarcă foto \| video | Raportează eroare |
| TL-I-m-B-05759.01 (RAN: 159972.02.01)                             | Villa rustica | sat Casimcea; comuna Casimcea                 | La 2,5 km S de sat, pe terasa de pe malul drept al pârâului Casimcea, la S de DJ Casimcea- Sarighiolde Deal | Epoca romană                                                                          | Încarcă foto \| video | Raportează eroare |
| TL-I-m-B-05759.02 (RAN: 159972.02.02)                             | Necropolă | sat Casimcea; comuna Casimcea                 | La 2,5 km S de sat, pe terasa de pe malul drept al pârâului Casimcea, la S de DJ Casimcea - Sarighiol de Deal | Epoca romană                                                                          | Încarcă foto \| video | Raportează eroare |
| TL-I-s-B-05760 (RAN: 160403.01)                                   | Villa rustica | sat Cataloi; comuna Frecăței                  | La 750 m E de sat și 1,5 km S de gara Cataloi 45.096°N 28.72831°E | sec. II p. Chr., Epoca romană                                                         | Încarcă foto \| video | Raportează eroare |
| TL-I-s-B-05761 (RAN: 160403.02)                                   | Așezare | sat Cataloi; comuna Frecăței                  | La cca. 500 m SE de limita satului, între E87 și calea ferată Tulcea-Babadag | Epoca romană                                                                          | Încarcă foto \| video | Raportează eroare |
| TL-I-s-B-05762 (RAN: 160403.03)                                   | Situl arheologic de la Cataloi | sat Cataloi; comuna Frecăței                  | La 200 m V de sat și 500 m S de DJ Cataloi- Frecăței |                                                                                       | Încarcă foto \| video | Raportează eroare |
| TL-I-m-B-05762.01 (RAN: 160403.03.02)                             | Așezare | sat Cataloi; comuna Frecăței                  | La 200 m V de sat și 500 m S de DJ Cataloi- Frecăței | sec. X - XI, Epoca medievală timpurie                                                 | Încarcă foto \| video | Raportează eroare |
| TL-I-m-B-05762.02 (RAN: 160403.03.01)                             | Așezare | sat Cataloi; comuna Frecăței                  | La 200 m V de sat și 500 m S de DJ Cataloi- Frecăței | sec. II - III p. Chr., Epoca romană                                                   | Încarcă foto \| video | Raportează eroare |
| TL-I-s-B-05763 (RAN: 160403.04)                                   | Villa rustica | sat Cataloi; comuna Frecăței                  | La 600 m V de sat, 600 m N de DJ Cataloi-Nalbant 45.096°N 28.72831°E | Epoca romană                                                                          | Încarcă foto \| video | Raportează eroare |
| TL-I-s-B-05764 (RAN: 160403.05)                                   | Situl arheologic de la Cataloi | sat Cataloi; comuna Frecăței                  | La 1,1 km V de sat | sec. X - XI, Epoca medievală timpurie                                                 | Încarcă foto \| video | Raportează eroare |
| TL-I-s-B-05765 (RAN: 160403.06)                                   | Tumuli | sat Cataloi; comuna Frecăței                  | |                                                                                       | Încarcă foto \| video | Raportează eroare |
| TL-I-m-B-05765.01                                                 | Tumuli aliniați SE-NV (4) | sat Cataloi; comuna Frecăței                  | Între 1,5 - 2,5 km SV de sat | Epoca antică                                                                          | Încarcă foto \| video | Raportează eroare |
| TL-I-m-B-05765.02                                                 | Tumuli aliniați NE-SV (2) | sat Cataloi; comuna Frecăței                  | La cca. 1,2 km V de sat | Epoca antică                                                                          | Încarcă foto \| video | Raportează eroare |
| TL-I-s-B-05766 (RAN: 160500.01)                                   | Așezare fortificată | sat Căprioara; comuna Hamcearca               | Pe valea de la N de sat, cca. 100 m în afara localității | Epoca romană                                                                          | Încarcă foto \| video | Raportează eroare |
| TL-I-s-B-05767 (RAN: 160109.01)                                   | Situl arheologic de la Ceamurliade Jos | sat Ceamurlia de Jos; comuna Ceamurlia de Jos | „La Pod”, de jur împrejurul intersecției căii ferate Tulcea- Constanțacu DJ Jurilovca- Slava Rusă, până în apropierea podului de cale ferată peste pârâul Slava |                                                                                       | Încarcă foto \| video | Raportează eroare |
| TL-I-m-B-05767.01 (RAN: 160109.01.02)                             | Villa rustica | sat Ceamurlia de Jos; comuna Ceamurlia de Jos | „La Pod”, de jur împrejurul intersecției căii ferate Tulcea- Constanțacu DJ Jurilovca- Slava Rusă, până în apropierea podului de cale ferată peste pârâul Slava | sec. II p. Chr., Epoca romană                                                         | Încarcă foto \| video | Raportează eroare |
| TL-I-m-B-05767.02 (RAN: 160109.01.01)                             | Așezare | sat Ceamurlia de Jos; comuna Ceamurlia de Jos | „La Pod”, de jur împrejurul intersecției căii ferate Tulcea- Constanțacu DJ Jurilovca- Slava Rusă, până în apropierea podului de cale ferată peste pârâul Slava | Neolitic, Cultura Hamangia                                                            | Încarcă foto \| video | Raportează eroare |
| TL-I-s-B-05768 (RAN: 160109.03)                                   | Tumuli (2) | sat Ceamurlia de Jos; comuna Ceamurlia de Jos | La cca. 1 km NV de intersecția căii ferate Tulcea-Constanțacu DJ Jurilovca- Slava Rusă, de o parte și de alta acestuia |                                                                                       | Încarcă foto \| video | Raportează eroare |
| TL-I-s-B-05769 (RAN: 160109.04)                                   | Tumuli (7) | sat Ceamurlia de Jos; comuna Ceamurlia de Jos | La NV de localitate, până la intersecția rutieră Două Cantoane, de o parte și de alta a DJ Jurilovca- Slava Rusă |                                                                                       | Încarcă foto \| video | Raportează eroare |
| TL-I-s-B-05770 (RAN: 160109.05)                                   | Tumuli (2) | sat Ceamurlia de Jos; comuna Ceamurlia de Jos | La N de sat, la 750 m și 1,5 km NV de stația CFR Ceamurlia de Jos |                                                                                       | Încarcă foto \| video | Raportează eroare |
| TL-I-s-B-05811 (RAN: 160109.02)                                   | Situl arheologic de la Ceamurliade Jos | sat Ceamurlia de Jos; comuna Ceamurlia de Jos | Extravilan, la limita de E a satului Ceamurlia de Jos, cca. 200 m S de DJ Ceamurlia de Jos-Lunca |                                                                                       | Încarcă foto \| video | Raportează eroare |
| TL-I-m-B-05811.01 (RAN: 160109.02.02)                             | Așezare | sat Ceamurlia de Jos; comuna Ceamurlia de Jos | Extravilan, la limita de E a satului Ceamurlia de Jos, cca. 200 m S de DJ Ceamurlia de Jos-Lunca | Epoca romană                                                                          | Încarcă foto \| video | Raportează eroare |
| TL-I-m-B-05811.02 (RAN: 160109.02.01)                             | Așezare | sat Ceamurlia de Jos; comuna Ceamurlia de Jos | Extravilan, la limita de E a satului Ceamurlia de Jos, cca. 200 m S de DJ Ceamurlia de Jos-Lunca | Latène, Cultura geto-dacică                                                           | Încarcă foto \| video | Raportează eroare |
| TL-I-s-B-05771 (RAN: 160181.01)                                   | Așezare | sat Chilia Veche; comuna Chilia Veche         | La S de sat, între punctele „Săliște” și „Câșla Chiliei”, de la limita intravilanului până aproape de intersecția canalului Gotca cu canalul principal | Epoca medievală                                                                       | Încarcă foto \| video | Raportează eroare |
| TL-I-s-B-05772 (RAN: 160181.02)                                   | Tumuli (17) | sat Chilia Veche; comuna Chilia Veche         | La NE, E, SE și S de sat |                                                                                       | Încarcă foto \| video | Raportează eroare |
| TL-I-s-B-05773 (RAN: 160234.01)                                   | Situl arheologic de la Ciucurova | sat Ciucurova; comuna Ciucurova               | În curtea fostului Ocol Silvic, în extremitatea de S a localității, intravilan |                                                                                       | Încarcă foto \| video | Raportează eroare |
| TL-I-m-B-05773.01 (RAN: 160234.01.01)                             | Așezare | sat Ciucurova; comuna Ciucurova               | În curtea fostului Ocol Silvic, în extremitatea de S a localității, intravilan | Epoca medievală                                                                       | Încarcă foto \| video | Raportează eroare |
| TL-I-m-B-05773.02                                                 | Necropolă getică | sat Ciucurova; comuna Ciucurova               | În curtea fostului Ocol Silvic, în extremitatea de S a localității, intravilan | sec. V-III a. Chr., Latène, Cultura geto-dacică                                       | Încarcă foto \| video | Raportează eroare |
| TL-I-s-B-05774 (RAN: 160234.02)                                   | Situl arheologic de la Ciucurova | sat Ciucurova; comuna Ciucurova               | „La Izvor”, la 1,5 km V de satul Ciucurova |                                                                                       | Încarcă foto \| video | Raportează eroare |
| TL-I-m-B-05774.01 (RAN: 160234.02.03)                             | Așezare | sat Ciucurova; comuna Ciucurova               | „La Izvor”, la 1,5 km V de satul Ciucurova | Epoca medievală                                                                       | Încarcă foto \| video | Raportează eroare |
| TL-I-m-B-05774.02 (RAN: 160234.02.02)                             | Așezare | sat Ciucurova; comuna Ciucurova               | „La Izvor”, la 1,5 km V de satul Ciucurova | Epoca romano-bizantină                                                                | Încarcă foto \| video | Raportează eroare |
| TL-I-m-B-05774.03 (RAN: 160234.02.01)                             | Villa rustica | sat Ciucurova; comuna Ciucurova               | „La Izvor”, la 1,5 km V de satul Ciucurova | Epoca romană                                                                          | Încarcă foto \| video | Raportează eroare |
| TL-I-s-A-05775 (RAN: 160948.01)                                   | Situl arheologic „Cetatea Zaporojeni” | sat Dunavățu de Jos; comuna Murighiol         | La 5 km V de marginea Dunavățului de Jos, pe malul lacului Razelm 44.97975°N 29.15478°E | sec. IV - VI p. Chr., Epoca romano-bizantină                                          | Încarcă foto \| video | Raportează eroare |
| TL-I-m-A-05775.01                                                 | Așezare civilă | sat Dunavățu de Jos; comuna Murighiol         | La 5 km V de sat, în imediata vecinătateafortificației, spre N | sec. IV - VI p. Chr., Epoca romano - bizantină                                        | Încarcă foto \| video | Raportează eroare |
| TL-I-m-A-05775.02                                                 | Fortificație | sat Dunavățu de Jos; comuna Murighiol         | La cca. 5 km V de sat, pe malul lacului Razelm | sec. IV - VI p. Chr., Epoca romano - bizantină                                        | Încarcă foto \| video | Raportează eroare |
| TL-I-s-B-05776 (RAN: 160948.02)                                   | Așezare getică | sat Dunavățu de Jos; comuna Murighiol         | La cca. 3 km V de marginea satului șicca. 2,5 km NE de cetatea Zaporojeni | sec. IV - III a. Chr., Latène, Cultura geto-dacică                                    | Încarcă foto \| video | Raportează eroare |
| TL-I-s-B-05777 (RAN: 160948.03)                                   | Așezare getică | sat Dunavățu de Jos; comuna Murighiol         | La cca. 1,5 km V de limita satului | sec. IV - II a. Chr., Latène, Cultura geto-dacică                                     | Încarcă foto \| video | Raportează eroare |
| TL-I-s-B-05778 (RAN: 160957.01)                                   | Așezare | sat Dunavățu de Sus; comuna Murighiol         | Intravilan, sector SE | sec. X - XI, Epoca medievală timpurie                                                 | Încarcă foto \| video | Raportează eroare |
| TL-I-s-B-05779 (RAN: 160957.02)                                   | Fortificație | sat Dunavățu de Sus; comuna Murighiol         | Intravilan, sector N | sec. IV - VI p. Chr., Epoca romano-bizantină                                          | Încarcă foto \| video | Raportează eroare |
| TL-I-s-B-05780 (RAN: 161197.01)                                   | Situl arheologic de la Enisala, punct „Palanca” | sat Enisala; comuna Sarichioi                 | Extravilan, între „Palanca” și Cetatea Enisala, la NE de sat, în extremitatea sa nordică, parțial în UAT Babadag |                                                                                       |                       | Raportează eroare |
| TL-I-m-B-05780.01                                                 | Așezare | sat Enisala; comuna Sarichioi                 | Extravilan, între „Palanca” și Cetatea Enisala, la NE de sat, în extremitatea sanordică, parțial în UAT Babadag | sec. XIV - XV, Epoca medievală                                                        | Încarcă foto \| video | Raportează eroare |
| TL-I-m-B-05780.03 (RAN: 161197.01.05)                             | Așezare | sat Enisala; comuna Sarichioi                 | Extravilan, între „Palanca” și Cetatea Enisala, la NE de sat, în extremitatea sanordică, parțial în UAT Babadag | sec. X - XI, Epoca medievală timpurie                                                 | Încarcă foto \| video | Raportează eroare |
| TL-I-m-B-05780.04 (RAN: 161197.01.04)                             | Așezare | sat Enisala; comuna Sarichioi                 | Extravilan, între „Palanca” și Cetatea Enisala, la NE de sat, în extremitatea sa nordică, parțial în UAT Babadag | Epoca romană                                                                          | Încarcă foto \| video | Raportează eroare |
| TL-I-m-B-05780.05 (RAN: 161197.01.03)                             | Așezare | sat Enisala; comuna Sarichioi                 | Extravilan, între „Palanca” și Cetatea Enisala, la NE de sat, în extremitatea sa nordică, parțial în UAT Babadag | sec. IV - II a. Chr., Latène, Cultura geto-dacică                                     | Încarcă foto \| video | Raportează eroare |
| TL-I-m-B-05780.06 (RAN: 161197.01.02)                             | Așezare | sat Enisala; comuna Sarichioi                 | Extravilan, la NE de sat, în extremitatea sa nordică, parțial în UAT Babadag | Hallstatt, Cultura Babadag                                                            |                       | Raportează eroare |
| TL-I-m-B-05780.07 (RAN: 161197.01.01)                             | Așezare | sat Enisala; comuna Sarichioi                 | Extravilan, la NE de sat, în extremitatea sa nordică, parțial în UAT Babadag | Neolitic, Cultura Hamangia                                                            |                       | Raportează eroare |
| TL-I-s-B-05781 (RAN: 161197.02)                                   | Fortificație | sat Enisala; comuna Sarichioi                 | „peștera”, în marginea de NV a satului Enisala, pe malul de S al lacului Babadag 44.88528°N 28.81851°E | sec. IV - VII, Epoca romano-bizantină                                                 | Încarcă foto \| video | Raportează eroare |
| TL-I-s-B-05782 (RAN: 161197.03)                                   | Așezare rurală | sat Enisala; comuna Sarichioi                 | Intravilan Enisala, între centrul și limita de V a satului | sec. I - IV p. Chr., Epoca romană                                                     | Încarcă foto \| video | Raportează eroare |
| TL-I-s-B-05783 (RAN: 161197.04)                                   | Așezare | sat Enisala; comuna Sarichioi                 | Intravilan Enisala | sec. XV - XVII, Epoca medievală                                                       | Încarcă foto \| video | Raportează eroare |
| TL-I-s-B-05784 (RAN: 161197.05)                                   | Situl arheologic de la Enisala, punct „La Biserică”                                                                                                 | sat Enisala; comuna Sarichioi                 | „La Biserică”, intravilan, sector V, de o parte și de alta a DJ Enisala-Babadag |                                                                                       | Încarcă foto \| video | Raportează eroare |
| TL-I-m-B-05784.01 (RAN: 161197.05.05)                             | Necropolă | sat Enisala; comuna Sarichioi                 | „La Biserică”, extravilan, cca. 200-250 m SSV de localitate, la E de necropola birituală | sec. XV - XVIII, Epoca medievală                                                      | Încarcă foto \| video | Raportează eroare |
| TL-I-m-B-05784.02 (RAN: 161197.05.03)                             | Așezare | sat Enisala; comuna Sarichioi                 | „La Biserică”, sector SV, intravilan și, parțial, extravilan, de o parte și de alta a DJ Enisala-Babadag | sec. VIII - IX, Epoca migrațiilor                                                     | Încarcă foto \| video | Raportează eroare |
| TL-I-m-B-05784.03 (RAN: 161197.05.04)                             | Necropolă birituală daco-romană | sat Enisala; comuna Sarichioi                 | „la Biserică”, extravilan, cca. 700 m SSV de localitate și cca. 500 m S de DJ Enisala-Babadag | sec. II - III p. Chr., Epoca romană                                                   | Încarcă foto \| video | Raportează eroare |
| TL-I-m-B-05784.04 (RAN: 161197.05.02)                             | Așezare | sat Enisala; comuna Sarichioi                 | „La Biserică”, sector SV, intravilan și, parțial, extravilan, de o parte și de alta a DJ Enisala-Babadag | sec. VI - V a. Chr., Latène, Cultura geto-dacică                                      | Încarcă foto \| video | Raportează eroare |
| TL-I-m-B-05784.05 (RAN: 161197.05.01)                             | Așezare | sat Enisala; comuna Sarichioi                 | „La Biserică”, sector SV, intravilan și, parțial, extravilan, de o parte și de alta a DJ Enisala-Babadag | Epoca bronzului                                                                       | Încarcă foto \| video | Raportează eroare |
| TL-I-s-A-05785 (RAN: 161197.06)                                   | Situl arheologic „Cetatea Enisala” | sat Enisala; comuna Sarichioi                 | Cca. 1 km NE de Enisala, pe malul lacului Razelm 44.88388°N 28.83529°E |                                                                                       |                       | Raportează eroare |
| TL-I-m-A-05785.01 (RAN: 161197.06.02)                             | Cetatea Enisala | sat Enisala; comuna Sarichioi                 | Cca. 1 km NE de Enisala, pe malul lacului Razelm 44.88389°N 28.8353°E | sec. XIV - XV, Epoca medievală                                                        | Alte imagini          | Raportează eroare |
| TL-I-m-A-05785.02 (RAN: 161197.06.01)                             | Așezare | sat Enisala; comuna Sarichioi                 | Cca. 1 km NE de Enisala, pe malul lacului Razelm 44.88389°N 28.8353°E | Hallstatt                                                                             |                       | Raportează eroare |
| TL-I-s-B-05786 (RAN: 161197.07)                                   | Necropolă | sat Enisala; comuna Sarichioi                 | „Valea Netului”, la cca. 3 km S de satul Enisala | sec. V - IV a. Chr., Latène, Cultura geto-dacică                                      | Încarcă foto \| video | Raportează eroare |
| TL-I-s-B-05787 (RAN: 161428.01)                                   | Așezare | sat Făgărașu Nou; comuna Topolog              | Intravilan, sector central vestic | sec. I - III p. Chr., Epoca romană                                                    | Încarcă foto \| video | Raportează eroare |
| TL-I-s-B-05788 (RAN: 160555.01)                                   | Așezare | sat Florești; comuna Horia                    | Extravilan, la limita de SSE a localității | sec. I a. Chr., Latène, Cultura geto-dacică                                           | Încarcă foto \| video | Raportează eroare |
| TL-I-s-B-05789 (RAN: 160396.07)                                   | Așezare | sat Frecăței; comuna Frecăței                 | Intravilan, zona centrală, la S de DJ | sec. I - II p. Chr., Epoca romană                                                     | Încarcă foto \| video | Raportează eroare |
| TL-I-s-B-05790 (RAN: 160396.02)                                   | Așezare | sat Frecăței; comuna Frecăței                 | La 650 m E de satul Frecăței, cca. 100 m S de DJ Frecăței- Cataloi | sec. II - IV p. Chr., Epoca romană, Cultura getică                                    | Încarcă foto \| video | Raportează eroare |
| TL-I-s-B-05791 (RAN: 160396.03)                                   | Necropolă | sat Frecăței; comuna Frecăței                 | La cca. 1,6 km E de satul Frecăței, de o parte și de alta a DJ Frecăței-Cataloi | Epoca romană                                                                          | Încarcă foto \| video | Raportează eroare |
| TL-I-s-B-05792 (RAN: 160396.04)                                   | Așezare | sat Frecăței; comuna Frecăței                 | La limita de SV a satului Frecăței și cca. 300 m S de pârâul Telița | sec. II - III p. Chr., Epoca romană, Cultura geto-dacică                              | Încarcă foto \| video | Raportează eroare |
| TL-I-s-B-05793 (RAN: 160396.06)                                   | Tumuli (2) | sat Frecăței; comuna Frecăței                 | „Dealul Frecățeilor”, la cca. 120 m S de satul omonim și 1,5 km SSV |                                                                                       | Încarcă foto \| video | Raportează eroare |
| TL-I-s-B-05794 (RAN: 160635.01)                                   | Așezare | sat Garvăn; comuna Jijila                     | „Mlăjitul Florilor”, la cca. 0,8-1 km NV de satul Garvăn, pe malul lacului Jijila | Latène, Cultura geto-dacică                                                           | Încarcă foto \| video | Raportează eroare |
| TL-I-s-A-05795 (RAN: 160635.02, 160635.03)                        | Situl arheologic „Cetatea Dinogetia” | sat Garvăn; comuna Jijila                     | „Bisericuța”, la cca. 2 km NNV de satul Garvăn 45.37939°N 28.13897°E |                                                                                       | Alte imagini          | Raportează eroare |
| TL-I-m-A-05795.01                                                 | Cetatea medievală | sat Garvăn; comuna Jijila                     | „Bisericuța”, la cca. 2 km NNV de satul Garvăn | sec. X - XII, Epoca medievală timpurie                                                |                       | Raportează eroare |
| TL-I-m-A-05795.02 (RAN: 160635.03.02)                             | Cetatea romano-bizantină | sat Garvăn; comuna Jijila                     | „Bisericuța”, la cca. 2 km NNV de satul Garvăn 45.37889°N 28.13861°E | sec. IV - VI p. Chr., Epoca romano-bizantină                                          |                       | Raportează eroare |
| TL-I-m-A-05795.03                                                 | Așezare civilă | sat Garvăn; comuna Jijila                     | „Bisericuța”, la cca. 2 km NNV de satul Garvăn | sec. IV - VI p. Chr., Epoca romano-bizantină                                          | Încarcă foto \| video | Raportează eroare |
| TL-I-m-A-05795.04                                                 | Așezare civilă | sat Garvăn; comuna Jijila                     | „Bisericuța”, la cca. 2 km NNV de satul Garvăn | sec. IV - VI p. Chr., Epoca romano-bizantină                                          | Încarcă foto \| video | Raportează eroare |
| TL-I-m-A-05795.05                                                 | Necropola | sat Garvăn; comuna Jijila                     | „Bisericuța”, la cca. 2 km NNV de satul Garvăn | sec. IV - VI p. Chr., Epoca romano-bizantină                                          | Încarcă foto \| video | Raportează eroare |
| TL-I-s-B-05796 (RAN: 160485.01)                                   | Așezare | sat Hamcearca; comuna Hamcearca               | La 1 km SSV de satul Hamcearca, în partea dreaptă a DJ Hamcearca- Balabancea | Epoca medievală timpurie                                                              | Încarcă foto \| video | Raportează eroare |
| TL-I-s-B-05797 (RAN: 160537.01)                                   | Așezare getică | sat Horia; comuna Horia                       | La cca. 650 m NV de satul Horia, pe terasa înaltă de pe malul stâng al Taiței | sec. II - III p. Chr., Epoca romană, Cultura geto-dacică                              | Încarcă foto \| video | Raportează eroare |
| TL-I-s-B-05798 (RAN: 160537.02)                                   | Așezare rurală fortificată | sat Horia; comuna Horia                       | „Baraj” și „Muchea lui Găzdaru”, la cca. 1,2 km NV de satul Horia, pe terasa înaltă de pe malul drept al Taiței | sec. IV p. Chr., Epoca romană                                                         | Încarcă foto \| video | Raportează eroare |
| TL-I-s-B-05799 (RAN: 161516.01)                                   | Așezare rurală | sat Iazurile; comuna Valea Nucarilor          | La 2 km E de satul Iazurile, la N de DJ Iazurile-Colina | sec. II - IV p. Chr., Epoca romană                                                    | Încarcă foto \| video | Raportează eroare |
| TL-I-s-B-05800 (RAN: 161516.02)                                   | Așezare | sat Iazurile; comuna Valea Nucarilor          | „Siliște”, la 1 km SSV de satul Iazurile, respectiv 1,7 km SV de satul Iazurile, între lacul Agighiol și lacul Calica | sec. XVII - XVIII                                                                     | Încarcă foto \| video | Raportează eroare |
| TL-I-s-B-05801 (RAN: 161516.03)                                   | Tumuli aliniați NVV-SEE (4) | sat Iazurile; comuna Valea Nucarilor          | Extravilan, la limita de E a localității, la N de DJ Iazurile- Colina |                                                                                       | Încarcă foto \| video | Raportează eroare |
| TL-I-s-B-05802 (RAN: 161516.04)                                   | Tumul | sat Iazurile; comuna Valea Nucarilor          | La 1,3 km V de satul Iazurile |                                                                                       | Încarcă foto \| video | Raportează eroare |
| TL-I-s-A-05803 (RAN: 161071.01)                                   | Fortificația de la Ilganii de Jos | sat Ilganii de Jos; comuna Nufăru             | Intravilan, la marginea de SV a satului, aproape de malul Dunării | sec. IV - VI p. Chr., Epoca romano-bizantină                                          | Încarcă foto \| video | Raportează eroare |
| TL-I-s-A-05804 (RAN: 159696.05)                                   | Situl arheologic „Cetatea Noviodunum” | oraș Isaccea                                  | „La Pontonul Vechi”, la cca. 1 km E de limita orașului și cca. 1 km V de punct subtraversare magistrale gaz metan 45.2667°N 28.4833°E |                                                                                       | Alte imagini          | Raportează eroare |
| TL-I-m-A-05804.01 (RAN: 159696.05.04)                             | Așezare medievală | oraș Isaccea                                  | „La Pontonul Vechi”, la cca. 1 km E de limita orașului și cca. 1 km V de punct subtraversare magistrale gaz metan 45.27083°N 28.49111°E | sec. VIII - XV, Epoca medievală                                                       | Încarcă foto \| video | Raportează eroare |
| TL-I-m-A-05804.02 (RAN: 159696.05.01, 159696.05.05, 159696.05.06) | Cetatea Noviodunum cu sistemul săudefensiv | oraș Isaccea                                  | „La Pontonul Vechi”, la cca. 1 km E de limita orașului și cca. 1 km V de punct subtraversare magistrale gaz metan | sec. I - VII, Epoca romană, romano-bizantină                                          |                       | Raportează eroare |
| TL-I-m-A-05804.03 (RAN: 159696.05.03)                             | Așezare civilă | oraș Isaccea                                  | „La Pontonul Vechi”, la cca. 1 km E de limita orașului și cca. 1 km V de punct subtraversare magistrale gaz metan 45.27083°N 28.49111°E | sec. I - VII, Epoca romano-bizantină                                                  | Încarcă foto \| video | Raportează eroare |
| TL-I-m-A-05804.04 (RAN: 159696.05.02)                             | Așezare getică | oraș Isaccea                                  | „La Pontonul Vechi”, la cca. 1 km E de limita orașului și cca. 1 km V de punct subtraversare magistrale gaz metan 45.27083°N 28.49111°E | Latène, Cultura geto-dacică                                                           | Încarcă foto \| video | Raportează eroare |
| TL-I-m-A-05804.05                                                 | Așezare | oraș Isaccea                                  | În NE orașului | sec. VIII - XV, Epoca medievală                                                       | Încarcă foto \| video | Raportează eroare |
| TL-I-m-A-05804.06 (RAN: 159696.06.01)                             | Tumuli | oraș Isaccea                                  | „Movilele Dese”, la 3 km S de „Pontonul Vechi” | sec. I - II p. Chr.                                                                   | Încarcă foto \| video | Raportează eroare |
| TL-I-s-B-05805 (RAN: 160573.01)                                   | Situl arheologic de la Izvoarele | sat Izvoarele; comuna Izvoarele               | |                                                                                       | Încarcă foto \| video | Raportează eroare |
| TL-I-m-B-05805.01 (RAN: 160573.01.01)                             | Castru | sat Izvoarele; comuna Izvoarele               | La cca. 1,2 km SV de sat, pe versantul nordic al dealului Consul 45.03792°N 28.53411°E | Epoca romană                                                                          | Încarcă foto \| video | Raportează eroare |
| TL-I-m-B-05805.02 (RAN: 160573.01.02)                             | Așezare rurală | sat Izvoarele; comuna Izvoarele               | La cca. 1 km V de sat și cca. 500 m N de malul stâng al Taiței | Epoca romană târzie                                                                   | Încarcă foto \| video | Raportează eroare |
| TL-I-s-B-05806 (RAN: 160626.01)                                   | Villa rustica | sat Jijila; comuna Jijila                     | La 3 km SE de satul Jijila | Epoca romană                                                                          | Încarcă foto \| video | Raportează eroare |
| TL-I-s-B-05807 (RAN: 160653.01)                                   | Situl arheologic de la Jurilovca | sat Jurilovca; comuna Jurilovca               | Intravilan, sector SV și, parțial, extravilan |                                                                                       | Încarcă foto \| video | Raportează eroare |
| TL-I-m-B-05807.01 (RAN: 160653.01.03)                             | Așezare | sat Jurilovca; comuna Jurilovca               | Intravilan, sector SV și, parțial, extravilan | sec. XVII - XVIII                                                                     | Încarcă foto \| video | Raportează eroare |
| TL-I-m-B-05807.02 (RAN: 160653.01.01)                             | Așezare | sat Jurilovca; comuna Jurilovca               | Intravilan, sector SV și, parțial, extravilan | sec. VI - V a. Chr., Hallstatt, Cultura Babadag                                       | Încarcă foto \| video | Raportează eroare |
| TL-I-m-B-05807.03 (RAN: 160653.01.02)                             | Așezare | sat Jurilovca; comuna Jurilovca               | Intravilan, sector SV și, parțial, extravilan | Epoca romană                                                                          | Încarcă foto \| video | Raportează eroare |
| TL-I-s-A-05808 (RAN: 160653.02)                                   | Situl arheologic de la Jurilovca | sat Jurilovca; comuna Jurilovca               | „Capul Doloșman”, la 6 km E de localitate; „Insula Bisericuța”, la cca. 2 km SE de „Capul Doloșman” |                                                                                       |                       | Raportează eroare |
| TL-I-m-A-05808.01 (RAN: 160653.02.02)                             | Cetatea Orgame-Argamum | sat Jurilovca; comuna Jurilovca               | „Capul Doloșman”, la 6 km E de localitate 44.75°N 28.98333°E | sec. VII a. Chr. - sec. VII p. Chr., Epoca greco-romană                               | Alte imagini          | Raportează eroare |
| TL-I-m-A-05808.02                                                 | Așezarea civilă acetății Orgame - Argamum | sat Jurilovca; comuna Jurilovca               | „Capul Doloșman”, la 6 km E de localitate | sec. VII a. Chr. - sec. VII p. Chr., Epoca greco-romană                               |                       | Raportează eroare |
| TL-I-m-A-05808.03 (RAN: 160653.02.03)                             | Necropola cetății Orgame - Argamum | sat Jurilovca; comuna Jurilovca               | „Capul Doloșman”, la 6 km E de localitate 44.75°N 28.98333°E | sec. VII a. Chr. - sec. VII p. Chr., Epoca greco-romană                               | Încarcă foto \| video | Raportează eroare |
| TL-I-m-A-05808.04 (RAN: 160653.03.04)                             | Așezarea medievală din „Insula Bisericuța” | sat Jurilovca; comuna Jurilovca               | la cca. 2 km SE de „Capul Doloșman” | sec. X - XII, Epoca medievală timpurie                                                | Încarcă foto \| video | Raportează eroare |
| TL-I-m-A-05808.05 (RAN: 160653.03.02)                             | Fortificația romană din „Insula Bisericuța” | sat Jurilovca; comuna Jurilovca               | la cca. 2 km SE de „Capul Doloșman” | sec. II - VI p. Chr., Epoca romană                                                    | Încarcă foto \| video | Raportează eroare |
| TL-I-m-A-05808.06 (RAN: 160653.03.03)                             | Așezarea romană din „Insula Bisericuța” | sat Jurilovca; comuna Jurilovca               | la cca. 2 km SE de „Capul Doloșman” | sec. II - IV p. Chr., Epoca romană                                                    | Încarcă foto \| video | Raportează eroare |
| TL-I-m-A-05808.07 (RAN: 160653.03.01)                             | Așezarea greacă din „Insula Bisericuța” | sat Jurilovca; comuna Jurilovca               | la cca. 2 km SE de „Capul Doloșman” | sec. V - IV a. Chr., Epoca greacă                                                     | Încarcă foto \| video | Raportează eroare |
| TL-I-s-B-05809 (RAN: 160653.04)                                   | Tumuli (16) | sat Jurilovca; comuna Jurilovca               | La N de satul Jurilovca |                                                                                       | Încarcă foto \| video | Raportează eroare |
| TL-I-s-B-05810 (RAN: 161437.01)                                   | Situl arheologic de la Luminița | sat Luminița; comuna Topolog                  | parțial intravilan și extravilan, la limita de S a satului Luminița |                                                                                       | Încarcă foto \| video | Raportează eroare |
| TL-I-m-B-05810.01 (RAN: 161437.01.02)                             | Așezare | sat Luminița; comuna Topolog                  | parțial intravilan și extravilan, la limita de S a satului Luminița | sec. IX - X, Epoca medievală timpurie                                                 | Încarcă foto \| video | Raportează eroare |
| TL-I-m-B-05810.02 (RAN: 161437.01.01)                             | Villa rustica | sat Luminița; comuna Topolog                  | parțial intravilan și extravilan, la limita de S a satului Luminița | sec. IV - VII d. Hr, Epoca romană                                                     | Încarcă foto \| video | Raportează eroare |
| TL-I-s-B-05812 (RAN: 160118.01)                                   | Așezare | sat Lunca; comuna Ceamurlia de Jos            | La marginea de E a satului Lunca și la S de DJ Lunca- Vișina, intravilan șiextravilan | sec. II - VI p. Chr., Epoca romană                                                    | Încarcă foto \| video | Raportează eroare |
| TL-I-s-B-05813 (RAN: 160118.02)                                   | Așezare | sat Lunca; comuna Ceamurlia de Jos            | La cca. 200 m NE de satul Lunca și 150 m NV de DJ Lunca- Vișina | Epoca romană                                                                          | Încarcă foto \| video | Raportează eroare |
| TL-I-s-B-05814 (RAN: 160118.03)                                   | Așezare | sat Lunca; comuna Ceamurlia de Jos            | La 2,5 km E de sat, pe malul lacului Golovița | Eneolitic, Cultura Gumelnița                                                          | Încarcă foto \| video | Raportează eroare |
| TL-I-s-B-05815 (RAN: 160118.04)                                   | Tumuli (3) | sat Lunca; comuna Ceamurlia de Jos            | La N de satul Lunca, cca. 300-350 m de drumul Cazacilor |                                                                                       | Încarcă foto \| video | Raportează eroare |
| TL-I-s-B-05816 (RAN: 160118.05)                                   | Tumul | sat Lunca; comuna Ceamurlia de Jos            | La cca. 2,5 km NE de satul Ceamurlia de Jos |                                                                                       | Încarcă foto \| video | Raportează eroare |
| TL-I-s-B-05817 (RAN: 160118.06)                                   | Tumuli (4) | sat Lunca; comuna Ceamurlia de Jos            | „Dealul Caraiuc”, la NE de sat |                                                                                       | Încarcă foto \| video | Raportează eroare |
| TL-I-s-B-05818 (RAN: 160699.01)                                   | Așezare getică | sat Luncavița; comuna Luncavița               | „Pietricica”, la cca. 150 m E de sat | Latène, Cultura geto-dacică                                                           | Încarcă foto \| video | Raportează eroare |
| TL-I-s-A-05819                                                    | Așezarea fortificată din Luncavița | sat Luncavița; comuna Luncavița               | „La Cetățuia”, la 3,5 km S de sat | Eneolitic, Cultura Gumelnița                                                          | Încarcă foto \| video | Raportează eroare |
| TL-I-s-B-05820 (RAN: 160699.03)                                   | Situl arheologic de la Luncavița | sat Luncavița; comuna Luncavița               | „La Milan”, la cca. 1,6 km NNV de localitate |                                                                                       | Încarcă foto \| video | Raportează eroare |
| TL-I-m-B-05820.01 (RAN: 160699.03.01)                             | Fortificație | sat Luncavița; comuna Luncavița               | „La Milan”, la cca. 1,6 km NNV de localitate | sec. IV - VI p. Chr., Epoca romano-bizantină                                          | Încarcă foto \| video | Raportează eroare |
| TL-I-m-B-05820.02 (RAN: 160699.03.02)                             | Așezare | sat Luncavița; comuna Luncavița               | „La Milan”, la cca. 1,6 km NNV de localitate | sec. IV - VI p. Chr., Epoca romano-bizantină                                          | Încarcă foto \| video | Raportează eroare |
| TL-I-s-B-05821 (RAN: 160699.04)                                   | Așezare rurală | sat Luncavița; comuna Luncavița               | „La pepiniera Babușca”, la cca. 350 m V de așezarea romană târzie din punctul La Milan | Epoca romano-bizantină                                                                | Încarcă foto \| video | Raportează eroare |
| TL-I-s-B-05957 (RAN: 160715.01)                                   | Situl arheologic de la Luncavița | sat Luncavița; comuna Luncavița               | „Pădurea Chitău”, cca. 4,5 km SV de satul Luncavița și cca. 3,5 km V de așezarea Boian-Gumelnița de la Luncavița, parțial și în UAT Jijila și UAT Văcăreni |                                                                                       | Încarcă foto \| video | Raportează eroare |
| TL-I-m-B-05957.01 (RAN: 160715.01.01)                             | Așezare | sat Luncavița; comuna Luncavița               | „Pădurea Chitău”, cca. 4,5 km SV de satul Luncavița și cca. 3,5 km V de așezarea Boian-Gumelnița de la Luncavița, parțial și în UAT Jijila și UAT Văcăreni | Epoca romano-bizantină                                                                | Încarcă foto \| video | Raportează eroare |
| TL-I-m-B-05957.02                                                 | Așezare | sat Luncavița; comuna Luncavița               | „Pădurea Chitău”, cca. 4,5 km SV de satul Luncavița și cca. 3,5 km V de așezarea Boian-Gumelnița de la Luncavița, parțial și în UAT Jijila și UAT Văcăreni | Neolitic                                                                              | Încarcă foto \| video | Raportează eroare |
| TL-I-s-B-05822 (RAN: 160733.01)                                   | Situl arheologic de la Mahmudia | sat Mahmudia; comuna Mahmudia                 | Intravilan, sector central nordic |                                                                                       | Încarcă foto \| video | Raportează eroare |
| TL-I-m-B-05822.01 (RAN: 160733.01.01)                             | Așezare | sat Mahmudia; comuna Mahmudia                 | Intravilan, sector central nordic | Hallstatt                                                                             | Încarcă foto \| video | Raportează eroare |
| TL-I-m-B-05822.02 (RAN: 160733.01.02)                             | Necropolă | sat Mahmudia; comuna Mahmudia                 | Intravilan, sector central nordic | Hallstatt                                                                             | Încarcă foto \| video | Raportează eroare |
| TL-I-s-B-05823 (RAN: 160733.02)                                   | Necropolă plană de incinerație | sat Mahmudia; comuna Mahmudia                 | „Cairacul Mare”, la cca. 3,5 km S de satul Mahmudia | sec. VI - V a. Chr., Hallstatt târziu, Cultura Ferigile - Bârsești                    | Încarcă foto \| video | Raportează eroare |
| TL-I-s-B-05824 (RAN: 160733.03)                                   | Așezare rurală | sat Mahmudia; comuna Mahmudia                 | La cca. 1 km SE de satul Mahmudia, în stânga DJ Mahmudia- Murighiol | sec. IV p. Chr., Epoca romană                                                         | Încarcă foto \| video | Raportează eroare |
| TL-I-s-B-05825 (RAN: 160733.04)                                   | Situl arheologic de la Mahmudia | sat Mahmudia; comuna Mahmudia                 | |                                                                                       | Încarcă foto \| video | Raportează eroare |
| TL-I-m-B-05825.01 (RAN: 160733.04.02)                             | Așezare | sat Mahmudia; comuna Mahmudia                 | La cca. 1,5 km SE de sat, pe un platou care are la S DJ Mahmudia - Murighiol șieste mărginit la N de canalul Filip Roșu | sec. IV - II a. Chr.                                                                  | Încarcă foto \| video | Raportează eroare |
| TL-I-m-B-05825.02 (RAN: 160733.04.01)                             | Așezare | sat Mahmudia; comuna Mahmudia                 | La cca. 2 km SE de sat, pe un platou care are la S DJ Mahmudia - Murighiol șieste mărginit la N de canalul Filip Roșu | sec. IV - II a. Chr., Hallstatt                                                       | Încarcă foto \| video | Raportează eroare |
| TL-I-s-B-05828 (RAN: 160733.07)                                   | Așezare | sat Mahmudia; comuna Mahmudia                 | La cca. 3,3 km SE de satul Mahmudia, cca. 300 m N de DJ Mahmudia-Murighiol | sec. XI, Epoca medievală timpurie                                                     | Încarcă foto \| video | Raportează eroare |
| TL-I-s-B-05829 (RAN: 160733.08)                                   | Tumul | sat Mahmudia; comuna Mahmudia                 | La cca. 3 km SSE de satul Mahmudia, în dreapta DJ Mahmudia-Murighiol |                                                                                       | Încarcă foto \| video | Raportează eroare |
| TL-I-s-B-05830 (RAN: 160733.09)                                   | Tumul | sat Mahmudia; comuna Mahmudia                 | La cca. 3,2 km SSE de satul Mahmudia, în dreapta DJ Mahmudia-Murighiol |                                                                                       | Încarcă foto \| video | Raportează eroare |
| TL-I-s-B-05831 (RAN: 160733.10)                                   | Tumuli (9) | sat Mahmudia; comuna Mahmudia                 | Între 1,5 km și 2,5 km SSE de satul Mahmudia, în apropierea dealului Vârtop; au orientarea SE- NV, întinzându-se pe cca. 1 km |                                                                                       | Încarcă foto \| video | Raportează eroare |
| TL-I-s-B-05832 (RAN: 160733.11)                                   | Tumuli (21) | sat Mahmudia; comuna Mahmudia                 | Între DJ Tulcea-Murighiol, drumul de acces spre exploatarea minieră și limitele de S ale teritoriului comunelor Mahmudia și Beștepe |                                                                                       | Încarcă foto \| video | Raportează eroare |
| TL-I-s-A-05833 (RAN: 160733.12)                                   | Situl arheologic „Cetatea Salsovia” | sat Mahmudia; comuna Mahmudia                 | La 700 m NV de limita vestică a satului Mahmudia 45.10083°N 29.06828°E |                                                                                       | Încarcă foto \| video | Raportează eroare |
| TL-I-m-A-05833.01 (RAN: 160733.12.01)                             | Cetatea Salsovia | sat Mahmudia; comuna Mahmudia                 | La 700 m NV de limita vestică a satului Mahmudia 45.10083°N 29.06828°E | sf. sec. I-VI p. Chr., Epoca romano-bizantină                                         | Încarcă foto \| video | Raportează eroare |
| TL-I-m-A-05833.02                                                 | Așezarea civilă acetății Salsovia | sat Mahmudia; comuna Mahmudia                 | La 700 m NV de limita vestică a satului Mahmudia | sf. sec. I-VI p. Chr., Epoca romano-bizantină                                         | Încarcă foto \| video | Raportează eroare |
| TL-I-s-B-05834 (RAN: 160733.13)                                   | Așezare | sat Mahmudia; comuna Mahmudia                 | În proximitatea cetății romane, spre V 45.08722°N 29.09306°E | sec. IV - I a. Chr, Epoca elenistică                                                  | Încarcă foto \| video | Raportează eroare |
| TL-I-s-B-05835 (RAN: 161080.01)                                   | Așezare getică | sat Malcoci; comuna Nufăru                    | La cca. 800 m E de satul Malcoci, la S de DJ Tulcea-Nufăru | sec. IV - III a. Chr., Latène, Cultura geto-dacică                                    | Încarcă foto \| video | Raportează eroare |
| TL-I-s-B-05836 (RAN: 161080.02)                                   | Situl arheologic de la Malcoci | sat Malcoci; comuna Nufăru                    | La cca. 0,5 km NV de satul Malcoci |                                                                                       | Încarcă foto \| video | Raportează eroare |
| TL-I-m-B-05836.01 (RAN: 161080.02.03)                             | Așezare fortificată | sat Malcoci; comuna Nufăru                    | La cca. 0,5 km NV de satul Malcoci | Epoca romană                                                                          | Încarcă foto \| video | Raportează eroare |
| TL-I-m-B-05836.02 (RAN: 161080.02.02)                             | Așezare | sat Malcoci; comuna Nufăru                    | La cca. 0,5 km NV de satul Malcoci | Latène, Cultura geto-dacică                                                           | Încarcă foto \| video | Raportează eroare |
| TL-I-m-B-05836.03 (RAN: 161080.02.01)                             | Așezare | sat Malcoci; comuna Nufăru                    | La cca. 0,5 km NV de satul Malcoci | Hallstatt                                                                             | Încarcă foto \| video | Raportează eroare |
| TL-I-s-A-05837 (RAN: 159749.01)                                   | Situl arheologic „Cetatea Arrubium” | oraș Măcin                                    | „La Cetate”, la marginea de SV a orașului, pe o terasă înaltă aflată pe malul drept al brațului Măcin |                                                                                       | Încarcă foto \| video | Raportează eroare |
| TL-I-m-A-05837.01 (RAN: 159749.01.02)                             | Așezare medievală | oraș Măcin                                    | „La Cetate”, sectorul de S al orașului | Epoca medievală                                                                       | Încarcă foto \| video | Raportează eroare |
| TL-I-m-A-05837.02 (RAN: 159749.01.01)                             | Cetatea Arrubium | oraș Măcin                                    | „La Cetate”, la marginea de SV a orașului, pe o terasă înaltă aflată pe malul drept al brațului Măcin 45.23888°N 28.1275°E | sec. I - VII p. Chr., Epoca romană                                                    | Alte imagini          | Raportează eroare |
| TL-I-m-A-05837.03 (RAN: 159749.01.03)                             | Așezarea civilă acetății | oraș Măcin                                    | „La Cetate”, sectorul de S al orașului | Epoca romană                                                                          | Încarcă foto \| video | Raportează eroare |
| TL-I-m-A-05837.04 (RAN: 159749.01.04)                             | Cimitir musulman | oraș Măcin                                    | Intravilanul orașului Măcin, sector S, str. Orient nr. 5 | Epoca medievală                                                                       | Încarcă foto \| video | Raportează eroare |
| TL-I-m-A-05837.05 (RAN: 159749.02.01)                             | Necropolă romană | oraș Măcin                                    | Intravilanul orașului Măcin, sector S | Epoca romană                                                                          | Încarcă foto \| video | Raportează eroare |
| TL-I-s-B-05838 (RAN: 160840.06)                                   | Turris | sat Mihai Bravu; comuna Mihai Bravu           | „Movila Bisericuța”, la 2 km SV de sat | sec. IV p. Chr., Epoca romană                                                         | Încarcă foto \| video | Raportează eroare |
| TL-I-s-B-05839 (RAN: 160840.02)                                   | Tumuli (9) | sat Mihai Bravu; comuna Mihai Bravu           | La cca. 2,5 km SE de satul Mihai Bravu și cca. 1,5 km SSE de satul Satu Nou, pe malul sudic al bălții Topraichioi |                                                                                       | Încarcă foto \| video | Raportează eroare |
| TL-I-s-B-05840 (RAN: 160840.03)                                   | Situl arheologic de la Mihai Bravu | sat Mihai Bravu; comuna Mihai Bravu           | „Tașlâc”, extravilan, cca. 500 m V de sat, la S de DJ Mihai Bravu- Turda |                                                                                       | Încarcă foto \| video | Raportează eroare |
| TL-I-m-B-05840.01 (RAN: 160840.03.05)                             | Așezare | sat Mihai Bravu; comuna Mihai Bravu           | „Tașlâc”, extravilan, cca. 500 m V de sat, la S de DJ Mihai Bravu- Turda | sec. X - XI, Epoca medievală timpurie                                                 | Încarcă foto \| video | Raportează eroare |
| TL-I-m-B-05840.02 (RAN: 160840.03.06)                             | Quadriburgium | sat Mihai Bravu; comuna Mihai Bravu           | „Tașlâc”, cca. 700 m V de sat și cca. 50 m S de DJ Mihai Bravu- Turda | sec. IV p. Chr., Epoca romană                                                         |                       | Raportează eroare |
| TL-I-m-B-05840.03 (RAN: 160840.03.02)                             | Așezare rurală | sat Mihai Bravu; comuna Mihai Bravu           | „Tașlâc”, extravilan, cca. 500 m V de sat, la S de DJ Mihai Bravu- Turda | sec. II - IV p. Chr., Epoca romană                                                    | Încarcă foto \| video | Raportează eroare |
| TL-I-m-B-05840.04 (RAN: 160840.03.03, 160840.03.04)               | Necropolă tumulară șiplană | sat Mihai Bravu; comuna Mihai Bravu           | „Tașlâc”, extravilan, cca. 500 m V de sat, la S de DJ Mihai Bravu- Turda | sec. II - IV p. Chr., Epoca romană                                                    | Încarcă foto \| video | Raportează eroare |
| TL-I-s-B-05841 (RAN: 160840.04)                                   | Așezare | sat Mihai Bravu; comuna Mihai Bravu           | La cca. 1,6 km NNV de sat, pe malul stâng al Taiței | sec. IX - X, Epoca medievală timpurie                                                 | Încarcă foto \| video | Raportează eroare |
| TL-I-s-B-05842 (RAN: 160840.05)                                   | Așezare | sat Mihai Bravu; comuna Mihai Bravu           | La cca. 2 km NNV de sat, pe malul stâng al Taiței | Hallstatt, Cultura Babadag                                                            | Încarcă foto \| video | Raportează eroare |
| TL-I-s-B-05826 (RAN: 160733.05)                                   | Așezare getică | sat Murighiol; comuna Murighiol               | La cca. 3,2 km SE de satul Mahmudia șicca. 2,7 km NV de satul Murighiol, la N de DJ Mahmudia- Murighiol, cca. 500 m N de punctul „Ghiolul Pietrei” | sec. IV - III a. Chr., Latène, Cultura geto-dacică                                    | Încarcă foto \| video | Raportează eroare |
| TL-I-s-B-05843 (RAN: 160920.01)                                   | Așezare rurală | sat Murighiol; comuna Murighiol               | La cca. 1 km SE de sat, în stânga DJMurighiol-Dunavățul de Sus 45.02111°N 29.195°E | sec. II - IV p. Chr., Epoca romană                                                    | Încarcă foto \| video | Raportează eroare |
| TL-I-s-A-05844 (RAN: 160920.02)                                   | Situl arheologic „Cetatea Halmyris” | sat Murighiol; comuna Murighiol               | La 1,6 km SE de Murighiol și 50 m N de DJ Murighiol-Dunavățu de Sus 45.0167°N 29.1833°E |                                                                                       |                       | Raportează eroare |
| TL-I-m-A-05844.01 (RAN: 160920.02.01, 160920.02.02)               | Cetatea Halmyris | sat Murighiol; comuna Murighiol               | La 1,6 km SE de Murighiol și 50 m N de DJ Murighiol-Dunavățu de Sus 45.02444°N 29.19778°E | sec. IV a. Chr. - VII p. Chr., Epoca greco-romană                                     |                       | Raportează eroare |
| TL-I-m-A-05844.02 (RAN: 160920.02.03)                             | Așezare civilă | sat Murighiol; comuna Murighiol               | La 1,6 km SE de Murighiol, la E de cetatea Halmyris, la N și la S de DJ Murighiol-Dunavățu de Sus 45.02444°N 29.19778°E | sec. IV a. Chr. - VII p. Chr., Epoca greco-romană                                     | Încarcă foto \| video | Raportează eroare |
| TL-I-m-A-05844.03 (RAN: 160920.02.04)                             | Necropolă | sat Murighiol; comuna Murighiol               | La 1,6 km SE de Murighiol, la N și la S de DJ Murighiol-Dunavățu de Sus, precum și pe dealurile de la S de cetatea Halmyris 45.02444°N 29.19778°E | sec. IV a. Chr - VII p. Chr., Epoca greco-romană                                      | Încarcă foto \| video | Raportează eroare |
| TL-I-s-B-05845 (RAN: 160920.03)                                   | Situl arheologic de la Murighiol | sat Murighiol; comuna Murighiol               | Între 800 m - 1,5 km SSE de satul Murighiol, pe versantul de N al dealului Murighiol, la S de DJ Murighiol-Dunavățu de Sus |                                                                                       | Încarcă foto \| video | Raportează eroare |
| TL-I-m-B-05845.01 (RAN: 160920.03.02)                             | Așezare | sat Murighiol; comuna Murighiol               | Între 800 m - 1,5 km SSE de satul Murighiol, pe versantul de N al dealului Murighiol, la S de DJ Murighiol-Dunavățu de Sus | Epoca medievală                                                                       | Încarcă foto \| video | Raportează eroare |
| TL-I-m-B-05845.02 (RAN: 160920.03.01)                             | Așezare rurală | sat Murighiol; comuna Murighiol               | Între 800 m - 1,5 km SSE de satul Murighiol, pe versantul de N al dealului Murighiol, la S de DJ Murighiol-Dunavățu de Sus | Epoca romană                                                                          | Încarcă foto \| video | Raportează eroare |
| TL-I-s-B-05846 (RAN: 160920.04)                                   | Așezare getică | sat Murighiol; comuna Murighiol               | La NV de ghiolul „Sărătura Murighiol”, lângă dealul Duna, la 1,5 km SV de limita vestică a satului șicca. 1,5 km SE de punctul „Ghiolul Pietrei” 45.04164°N 29.13342°E | Latène, Cultura geto-dacică                                                           | Încarcă foto \| video | Raportează eroare |
| TL-I-s-B-05847 (RAN: 160920.05)                                   | Situl arheologic de la Murighiol, punct „Ghiolul Pietrei”                                                                                           | sat Murighiol; comuna Murighiol               | „Ghiolul Pietrei”, la cca. 2 km NV de satul Murighiol, între DJ Mahmudia- Murighiol și malul lacului |                                                                                       | Încarcă foto \| video | Raportează eroare |
| TL-I-m-B-05847.01                                                 | Așezare | sat Murighiol; comuna Murighiol               | „Ghiolul Pietrei”, la cca. 2 km NV de satul Murighiol, între DJ Mahmudia- Murighiol și malul lacului | Epoca medievală timpurie                                                              | Încarcă foto \| video | Raportează eroare |
| TL-I-m-B-05847.02                                                 | Așezare | sat Murighiol; comuna Murighiol               | „Ghiolul Pietrei”, la cca. 2 km NV de satul Murighiol, între DJ Mahmudia- Murighiol și malul lacului | sec. II - I a. Chr., Latène, Cultura geto-dacică                                      | Încarcă foto \| video | Raportează eroare |
| TL-I-m-B-05847.03                                                 | Așezare | sat Murighiol; comuna Murighiol               | „Ghiolul Pietrei”, la cca. 2 km NV de satul Murighiol, între DJ Mahmudia- Murighiol și malul lacului | Hallstatt, Cultura Babadag                                                            | Încarcă foto \| video | Raportează eroare |
| TL-I-s-B-05848 (RAN: 160920.06)                                   | Situl arheologic de la Murighiol | sat Murighiol; comuna Murighiol               | Intravilan, aproape de malul lacului Murighiol 45.03614°N 29.16742°E |                                                                                       | Încarcă foto \| video | Raportează eroare |
| TL-I-m-B-05848.01 (RAN: 160920.06.01)                             | Așezare getică | sat Murighiol; comuna Murighiol               | Intravilan, aproape de malul lacului Murighiol 45.03614°N 29.16742°E | sec. IV - II a. Chr., Latène, Cultura geto-dacică                                     | Încarcă foto \| video | Raportează eroare |
| TL-I-m-B-05848.02 (RAN: 160920.06.02)                             | Necropolă | sat Murighiol; comuna Murighiol               | Intravilan, aproape de malul lacului Murighiol 45.03614°N 29.16742°E | sec. IV - II a. Chr., Latène, Cultura geto-dacică                                     | Încarcă foto \| video | Raportează eroare |
| TL-I-s-B-05849 (RAN: 160920.07)                                   | Tumuli | sat Murighiol; comuna Murighiol               | Pe întreg teritoriul comunei Murighiol 45.01636°N 29.20008°E |                                                                                       | Încarcă foto \| video | Raportează eroare |
| TL-I-s-B-05850 (RAN: 161008.01)                                   | Așezare rurală | sat Nalbant; comuna Nalbant                   | La cca. 2 km NE de sat | Epoca romană                                                                          | Încarcă foto \| video | Raportează eroare |
| TL-I-s-B-05851 (RAN: 161008.02)                                   | Așezare rurală | sat Nalbant; comuna Nalbant                   | La limita de E a satului Nalbant | Epoca romană                                                                          | Încarcă foto \| video | Raportează eroare |
| TL-I-s-B-05852 (RAN: 161008.03)                                   | Așezare rurală getică | sat Nalbant; comuna Nalbant                   | La 200 m SE de satul Nalbant | Epoca romană, Cultura geto-dacică                                                     | Încarcă foto \| video | Raportează eroare |
| TL-I-s-B-05853 (RAN: 161008.04)                                   | Așezare | sat Nalbant; comuna Nalbant                   | Intravilan | sec. III - II a. Chr., Latène, Cultura geto-dacică                                    | Încarcă foto \| video | Raportează eroare |
| TL-I-s-B-05854 (RAN: 161008.05)                                   | Tumul | sat Nalbant; comuna Nalbant                   | La 1,5 km NE de satul Nalbant, în apropiera DN Nalbant- Cataloi |                                                                                       | Încarcă foto \| video | Raportează eroare |
| TL-I-s-B-05855 (RAN: 161008.06)                                   | Tumuli (3) | sat Nalbant; comuna Nalbant                   | La 2 km VSV de satul Nalbant, în dreapta DN Nalbant-Nicolae Bălcescu |                                                                                       | Încarcă foto \| video | Raportează eroare |
| TL-I-s-B-05905 (RAN: 159874.01)                                   | Villa rustica | sat Neatârnarea; comuna Beidaud               | La cca. 2,8 km NNV de satul Sarighiol de Deal și 1,1 km SE de satul Neatârnarea 44.69972°N 28.51278°E | Epoca romană                                                                          | Încarcă foto \| video | Raportează eroare |
| TL-I-s-B-05856 (RAN: 161044.01)                                   | Val | sat Niculițel; comuna Niculițel               | „Troianul”, și în NE, N și V teritoriului administrativ al UAT Valea Teilor și, parțial, în E teritoriului administrativ al UAT Hamcearca |                                                                                       | Încarcă foto \| video | Raportează eroare |
| TL-I-s-B-05857 (RAN: 161044.02)                                   | Villa rustica | sat Niculițel; comuna Niculițel               | Pe valea pârâului Capaclia, la S de intersecția E87 cu drumul spre mănăstirea Cocoș 45.22341°N 28.45827°E | Epoca romană                                                                          | Încarcă foto \| video | Raportează eroare |
| TL-I-s-B-05858 (RAN: 161044.03)                                   | Așezare | sat Niculițel; comuna Niculițel               | La cca. 350 m V de mânăstirea Saun | Epoca romană                                                                          | Încarcă foto \| video | Raportează eroare |
| TL-I-s-B-05859 (RAN: 161044.04)                                   | Situl arheologic de la Niculițel, punct „Ceairul lui Iancu”                                                                                         | sat Niculițel; comuna Niculițel               | „Ceairul lui Iancu”, între 3 și 3,5 km NE de sat |                                                                                       | Încarcă foto \| video | Raportează eroare |
| TL-I-m-B-05859.01 (RAN: 161044.04.03)                             | Așezare | sat Niculițel; comuna Niculițel               | „Ceairul lui Iancu”, între 3 și 3,5 km NE de sat | Epoca romano-bizantină                                                                | Încarcă foto \| video | Raportează eroare |
| TL-I-m-B-05859.02 (RAN: 161044.04.02)                             | Așezare | sat Niculițel; comuna Niculițel               | „Ceairul lui Iancu”, între 3 și 3,5 km NE de sat | Epoca daco-romană                                                                     | Încarcă foto \| video | Raportează eroare |
| TL-I-m-B-05859.03 (RAN: 161044.04.01)                             | Așezare | sat Niculițel; comuna Niculițel               | „Ceairul lui Iancu”, între 3 și 3,5 km NE de sat | Latène, Cultura geto-dacică                                                           | Încarcă foto \| video | Raportează eroare |
| TL-I-s-B-05860 (RAN: 161044.05)                                   | Situl arheologic de la Niculițel, punct „Cetățuie”                                                                                                  | sat Niculițel; comuna Niculițel               | „Cetățuie”, la 3 km V de satul Niculițel, T22, P1105/1 |                                                                                       | Încarcă foto \| video | Raportează eroare |
| TL-I-m-B-05860.01 (RAN: 161044.05.01)                             | Biserica treflată | sat Niculițel; comuna Niculițel               | „Cetățuie”, la 3 km V de satul Niculițel, T22, P1105/1 | sec. XI - XII, Epoca medievală                                                        | Încarcă foto \| video | Raportează eroare |
| TL-I-m-B-05860.02                                                 | Așezare | sat Niculițel; comuna Niculițel               | „Cetățuie”, la 3 km V de satul Niculițel, T22, P1105/1 | Epoca romano-bizantină                                                                | Încarcă foto \| video | Raportează eroare |
| TL-I-s-B-05861 (RAN: 161044.06)                                   | Villa rustica | sat Niculițel; comuna Niculițel               | „Gurgoaia”, extremitatea de V a satului Niculițel 45.18335°N 28.48015°E | sec. II - III p. Chr., Epoca romană                                                   | Încarcă foto \| video | Raportează eroare |
| TL-I-m-A-05862                                                    | Bazilica paleocreștină cu criptă | sat Niculițel; comuna Niculițel               | Str. Muzeului 1, Intravilan, T57, Cc1805; T58, Cc1815 | sec. IV - VI p. Chr., Epoca romano-bizantină                                          |                       | Raportează eroare |
| TL-I-s-B-05863 (RAN: 160519.01, 161062.06)                        | Mănăstirea Taița, ruine | sat Nifon; comuna Hamcearca                   | La 1 km N de satul Nifon | sec. XVII - XVIII, Epoca medievală                                                    | Încarcă foto \| video | Raportează eroare |
| TL-I-s-A-05864                                                    | Situl arheologic de la Nufăru | sat Nufăru; comuna Nufăru                     | Intravilan |                                                                                       | Încarcă foto \| video | Raportează eroare |
| TL-I-a-A-05864.01                                                 | Cetatea Prislav | sat Nufăru; comuna Nufăru                     | Intravilan | sec. X - XIV, Epoca medievală                                                         | Încarcă foto \| video | Raportează eroare |
| TL-I-m-A-05864.02 (RAN: 161062.01.05)                             | Necropolă | sat Nufăru; comuna Nufăru                     | Intravilan | sec. XI - XII, Epoca medievală timpurie                                               | Încarcă foto \| video | Raportează eroare |
| TL-I-m-A-05864.03 (RAN: 161062.01.06)                             | Fortificație romană | sat Nufăru; comuna Nufăru                     | Intravilan | sec. IV - VI p. Chr., Epoca romană                                                    | Încarcă foto \| video | Raportează eroare |
| TL-I-m-A-05864.04                                                 | Așezare | sat Nufăru; comuna Nufăru                     | Intravilan | sec. II - VI p. Chr., Epoca romană                                                    | Încarcă foto \| video | Raportează eroare |
| TL-I-m-A-05864.05 (RAN: 161062.01.02)                             | Așezare | sat Nufăru; comuna Nufăru                     | Intravilan | sec. V - IV a. Chr., Latène timpuriu, Cultura geto-dacică                             | Încarcă foto \| video | Raportează eroare |
| TL-I-m-A-05864.06                                                 | Așezare | sat Nufăru; comuna Nufăru                     | Intravilan | Neolitic, Cultura Gumelnița                                                           | Încarcă foto \| video | Raportează eroare |
| TL-I-s-B-05865 (RAN: 161062.02)                                   | Așezare | sat Nufăru; comuna Nufăru                     | Între 500-800 m SE de satul Nufăru, la S de DJ Nufăru-Victoria | sec. XI - XIII, Epoca medievală timpurie                                              | Încarcă foto \| video | Raportează eroare |
| TL-I-s-B-05866 (RAN: 161062.03)                                   | Situl arheologic de la Nufăru | sat Nufăru; comuna Nufăru                     | Între 1,4-1,8 km SE de satul Nufăru, de o parte și de alta a DJ Nufăru-Victoria |                                                                                       | Încarcă foto \| video | Raportează eroare |
| TL-I-m-B-05866.01 (RAN: 161062.03.02)                             | Așezare | sat Nufăru; comuna Nufăru                     | Între 1,4-1,8 km SE de satul Nufăru, de o parte și de alta a DJ Nufăru-Victoria | sec. II - III p. Chr., Epoca romană                                                   | Încarcă foto \| video | Raportează eroare |
| TL-I-m-B-05866.02 (RAN: 161062.03.01)                             | Așezare | sat Nufăru; comuna Nufăru                     | Între 1,4-1,8 km SE de satul Nufăru, de o parte și de alta a DJ Nufăru-Victoria | sec. IV - I a. Chr., Latène, Cultura geto-dacică                                      | Încarcă foto \| video | Raportează eroare |
| TL-I-s-B-05867 (RAN: 161062.04)                                   | Situl arheologic de la Nufăru | sat Nufăru; comuna Nufăru                     | La cca. 1,8 km S de satul Nufăru, pe valea Curcuz |                                                                                       | Încarcă foto \| video | Raportează eroare |
| TL-I-m-B-05867.01 (RAN: 161062.04.02)                             | Așezare | sat Nufăru; comuna Nufăru                     | La cca. 1,8 km S de satul Nufăru, pe valea Curcuz | sec. X - XI, Epoca medievală timpurie                                                 | Încarcă foto \| video | Raportează eroare |
| TL-I-m-B-05867.02 (RAN: 161062.04.01)                             | Așezare | sat Nufăru; comuna Nufăru                     | La cca. 1,8 km S de satul Nufăru, pe valea Curcuz | sec. IV - II a. Chr., Latène, Cultura geto-dacică                                     | Încarcă foto \| video | Raportează eroare |
| TL-I-s-B-05869 (RAN: 161062.06)                                   | Complexe meșteșugărești | sat Nufăru; comuna Nufăru                     | La cca. 600 m V de satul Nufăru, la S de DJ Tulcea-Nufăru | Epoca medievală                                                                       | Încarcă foto \| video | Raportează eroare |
| TL-I-s-B-05870 (RAN: 161062.07)                                   | Situl arheologic de la Nufăru | sat Nufăru; comuna Nufăru                     | Intravilan SE și, parțial, extravilan, pe partea dreaptă a DJ Nufăru-Victoria |                                                                                       | Încarcă foto \| video | Raportează eroare |
| TL-I-m-B-05870.01 (RAN: 161062.07.02)                             | Așezare | sat Nufăru; comuna Nufăru                     | Intravilan SE și, parțial, extravilan, pe partea dreaptă a DJ Nufăru-Victoria | sec. X - XII, Epoca medievală timpurie                                                | Încarcă foto \| video | Raportează eroare |
| TL-I-m-B-05870.02 (RAN: 161062.07.01)                             | Așezare | sat Nufăru; comuna Nufăru                     | Intravilan SE și, parțial, extravilan, pe partea dreaptă a DJ Nufăru-Victoria | sec. III - I a. Chr., Latène, Cultura geto-dacică                                     | Încarcă foto \| video | Raportează eroare |
| TL-I-s-B-05871 (RAN: 161062.08)                                   | Necropolă de inhumație | sat Nufăru; comuna Nufăru                     | Intravilan Nufăru, sector S, și extravilan | sec. XI, Epoca medievală                                                              | Încarcă foto \| video | Raportează eroare |
| TL-I-s-A-05872 (RAN: 161115.01)                                   | Situl arheologic „Cetatea Beroe” | sat Ostrov; comuna Ostrov                     | „Piatra Frecăței”, la cca. 2 km S de satul Ostrov, pe promontoriul înalt de pe malul drept al brațului Măcin 45.11666°N 28.16667°E |                                                                                       | Încarcă foto \| video | Raportează eroare |
| TL-I-m-A-05872.01 (RAN: 161115.01.03, 161115.01.04)               | Cetatea Beroe | sat Ostrov; comuna Ostrov                     | „Piatra Frecăței”, la cca. 2 km S de satul Ostrov, pe promontoriul înalt de pe malul drept al brațului Măcin 45.11666°N 28.16667°E | sec. II - VII, Epoca romană                                                           |                       | Raportează eroare |
| TL-I-m-A-05872.02 (RAN: 161115.01.05)                             | Așezare civilă | sat Ostrov; comuna Ostrov                     | „Piatra Frecăței” 45.11666°N 28.16667°E | sec. II - VII, Epoca romană                                                           | Încarcă foto \| video | Raportează eroare |
| TL-I-m-A-05872.03 (RAN: 161115.01.06, 161115.01.07)               | Necropolă | sat Ostrov; comuna Ostrov                     | Între 100 și 500 m E de cetatea Beroe, pe partea stângă a DJ Ostrov-Dăeni 45.11666°N 28.16667°E | sec. II - XII, Epoca romană, Epoca medievală timpurie                                 | Încarcă foto \| video | Raportează eroare |
| TL-I-s-B-05873 (RAN: 161339.01)                                   | Situl arheologic de la Parcheș | sat Parcheș; comuna Somova                    | „La Bugeac”, la cca. 550 m V de satul Parcheș |                                                                                       | Încarcă foto \| video | Raportează eroare |
| TL-I-m-B-05873.01 (RAN: 161339.01.02)                             | Așezare | sat Parcheș; comuna Somova                    | „La Bugeac”, la cca. 550 m V de satul Parcheș | sec. II-III p. Chr., Epoca romană                                                     | Încarcă foto \| video | Raportează eroare |
| TL-I-m-B-05873.02 (RAN: 161339.01.01)                             | Așezare | sat Parcheș; comuna Somova                    | „La Bugeac”, la cca. 550 m V de satul Parcheș | sec. IV-III a. Chr, Latène, Cultura geto-dacică                                       | Încarcă foto \| video | Raportează eroare |
| TL-I-s-B-05874 (RAN: 161339.02)                                   | Așezare | sat Parcheș; comuna Somova                    | „Iarba Dulce”, la cca. 800 m V de satul Parcheș | Epoca medievală târzie                                                                | Încarcă foto \| video | Raportează eroare |
| TL-I-s-B-05875 (RAN: 161339.03)                                   | Așezare getică | sat Parcheș; comuna Somova                    | La limita de N a satului Parcheș, pe malul sudic al lacului Parcheș | sec. III-II a. Chr, Latène, Cultura geto-dacică                                       | Încarcă foto \| video | Raportează eroare |
| TL-I-s-B-05876 (RAN: 161160.01)                                   | Fortificație | sat Peceneaga; comuna Peceneaga               | „La Cardon” | Epoca romană                                                                          |                       | Raportează eroare |
| TL-I-s-B-05877 (RAN: 161160.02)                                   | Situl arheologic de la Peceneaga, punct „La Piscul Sărat”                                                                                           | sat Peceneaga; comuna Peceneaga               | „La Piscul Sărat”, la cca. 2,5 km S de localitate, pe malul drept al brațului Măcin |                                                                                       | Încarcă foto \| video | Raportează eroare |
| TL-I-m-B-05877.01 (RAN: 161160.02.03)                             | Așezare | sat Peceneaga; comuna Peceneaga               | „La Piscul Sărat”, la cca. 2,5 km S de localitate, pe malul drept al brațului Măcin | Epoca medievală timpurie                                                              | Încarcă foto \| video | Raportează eroare |
| TL-I-m-B-05877.02 (RAN: 161160.02.02)                             | Așezare | sat Peceneaga; comuna Peceneaga               | „La Piscul Sărat”, la cca. 2,5 km S de localitate, pe malul drept al brațului Măcin | Epoca romană                                                                          | Încarcă foto \| video | Raportează eroare |
| TL-I-m-B-05877.03 (RAN: 161160.02.01)                             | Așezare | sat Peceneaga; comuna Peceneaga               | „La Piscul Sărat”, la cca. 2,5 km S de localitate, pe malul drept al brațului Măcin | Latène, Cultura geto-dacică                                                           | Încarcă foto \| video | Raportează eroare |
| TL-I-s-B-05878 (RAN: 161160.03)                                   | Situl arheologic de la Peceneaga, punct „Dealul Cazacului”                                                                                          | sat Peceneaga; comuna Peceneaga               | „Dealul Cazacului”, la cca. 700-800 m S de localitate, pe partea dreaptă a DJ Peceneaga-Ostrov |                                                                                       | Încarcă foto \| video | Raportează eroare |
| TL-I-m-B-05878.01 (RAN: 161160.03.02)                             | Val | sat Peceneaga; comuna Peceneaga               | „Dealul Cazacului”, la cca. 700-800 m S de localitate, pe partea dreaptă a DJ Peceneaga-Ostrov | Latène, Cultura geto-dacică                                                           | Încarcă foto \| video | Raportează eroare |
| TL-I-m-B-05878.02 (RAN: 161160.03.01)                             | Necropolă tumulară | sat Peceneaga; comuna Peceneaga               | „Dealul Cazacului”, la cca. 700-800 m S de localitate, pe partea dreaptă a DJ Peceneaga-Ostrov | Latène, Cultura geto-dacică                                                           | Încarcă foto \| video | Raportează eroare |
| TL-I-s-B-05879 (RAN: 159927.01)                                   | Așezare | sat Periprava; comuna C.A. Rosetti            | La S și SV de satul Periprava | Epoca medievală                                                                       | Încarcă foto \| video | Raportează eroare |
| TL-I-s-B-05880 (RAN: 160966.01)                                   | Așezare rurală | sat Plopu; comuna Murighiol                   | Pe malul de V al ghiolului „Sărătura Beibugeac” | sec. IV - VI p. Chr., Epoca romano-bizantină                                          | Încarcă foto \| video | Raportează eroare |
| TL-I-s-B-05881 (RAN: 160412.01)                                   | Așezare | sat Poșta; comuna Frecăței                    | La cca. 500 m de marginea de S a satului Poșta | sec. X - XI, Epoca medievală timpurie                                                 | Încarcă foto \| video | Raportează eroare |
| TL-I-s-B-05882 (RAN: 160412.02)                                   | Situl arheologic de la Poșta | sat Poșta; comuna Frecăței                    | La 300 m NV de satul Poșta și 300 m SV de DJ Poșta-Telița |                                                                                       | Încarcă foto \| video | Raportează eroare |
| TL-I-m-B-05882.01 (RAN: 160412.02.02)                             | Așezare | sat Poșta; comuna Frecăței                    | La 300 m NV de satul Poșta și 300 m SV de DJ Poșta-Telița | Epoca medievală                                                                       | Încarcă foto \| video | Raportează eroare |
| TL-I-m-B-05882.02 (RAN: 160412.02.01)                             | Așezare | sat Poșta; comuna Frecăței                    | La 300 m NV de satul Poșta și 300 m SV de DJ Poșta-Telița | sec. IV - III a. Chr., Latène, Cultura geto-dacică                                    | Încarcă foto \| video | Raportează eroare |
| TL-I-s-B-05883 (RAN: 160412.03)                                   | Situl arheologic de la Poșta | sat Poșta; comuna Frecăței                    | La cca. 1 km NV de satul Poșta |                                                                                       | Încarcă foto \| video | Raportează eroare |
| TL-I-m-B-05883.01 (RAN: 160412.03.01)                             | Necropolă | sat Poșta; comuna Frecăței                    | La cca. 1 km NV de satul Poșta | sec. II - III p. Chr., Epoca romană                                                   | Încarcă foto \| video | Raportează eroare |
| TL-I-m-B-05883.02                                                 | Așezare | sat Poșta; comuna Frecăței                    | La cca. 1 km NV de satul Poșta | sec. VI - V a. Chr., Latène timpuriu, Cultura geto-dacică                             | Încarcă foto \| video | Raportează eroare |
| TL-I-s-B-05884                                                    | Villa rustica | sat Poșta; comuna Frecăței                    | La cca. 1,3 km NV de satul Poșta | sec. II - III p. Chr., Epoca romană                                                   | Încarcă foto \| video | Raportează eroare |
| TL-I-s-B-05885 (RAN: 160412.05)                                   | Villa rustica | sat Poșta; comuna Frecăței                    | „Livada Maicilor”, la cca. 500 m NE de intersecția DJ Poșta- Telița cu drumul spre mănăstirea Celic 45.11528°N 28.62331°E | sec. II - III p. Chr., Epoca romană                                                   | Încarcă foto \| video | Raportează eroare |
| TL-I-s-B-05886 (RAN: 160412.06)                                   | Așezare | sat Poșta; comuna Frecăței                    | Intravilanul satului Poșta, sector central sudic | sec. XVII - XVIII, Epoca medievală                                                    | Încarcă foto \| video | Raportează eroare |
| TL-I-s-B-05887 (RAN: 160412.07)                                   | Villa rustica | sat Poșta; comuna Frecăței                    | Intravilan, aproape de limita sudică a satului 45.11528°N 28.62331°E | Epoca romană                                                                          | Încarcă foto \| video | Raportează eroare |
| TL-I-s-B-05888 (RAN: 160706.01)                                   | Fortificația de la Rachelu | sat Rachelu; comuna Luncavița                 | În marginea de N a satului, pe malul drept al bălții Dunării | Epoca romană                                                                          | Încarcă foto \| video | Raportează eroare |
| TL-I-s-B-05889 (RAN: 160706.02)                                   | Așezarea de la Rachelu | sat Rachelu; comuna Luncavița                 | În marginea de V a satului, intravilan și, parțial, extravilan | sec. XV - XVIII, Epoca medievală                                                      | Încarcă foto \| video | Raportează eroare |
| TL-I-s-B-05890 (RAN: 160010.02)                                   | Așezare getică | sat Rahman; comuna Casimcea                   | La 1 km NE de satul Rahman | Latène, Cultura geto-dacică                                                           | Încarcă foto \| video | Raportează eroare |
| TL-I-s-B-05891 (RAN: 160010.03)                                   | Așezare romană | sat Rahman; comuna Casimcea                   | La 2 km NE de satul Rahman | Epoca romană târzie                                                                   | Încarcă foto \| video | Raportează eroare |
| TL-I-s-B-05892 (RAN: 160010.04)                                   | Așezarea de la „Baba Caira” | sat Războieni; comuna Casimcea                | „La Baba Caira”, la 200 m NE de sat | Epoca romană târzie                                                                   | Încarcă foto \| video | Raportează eroare |
| TL-I-s-B-05893 (RAN: 161204.01)                                   | Situl arheologic de la Sabangia | sat Sabangia; comuna Sarichioi                | „La Fântâna Ialnăscu”, la cca. 2 km N de sat, între DJ Sabangia-Agighiol și malul vestic al lacului Agighiol, parțial și în UAT Valea Nucarilor |                                                                                       | Încarcă foto \| video | Raportează eroare |
| TL-I-m-B-05893.01 (RAN: 161204.01.04)                             | Așezare | sat Sabangia; comuna Sarichioi                | „La Fântâna Ialnăscu”, la cca. 2 km N de sat, între DJ Sabangia-Agighiol și malulvestic al lacului Agighiol, parțial și în UAT Valea Nucarilor | sf. sec. X - înc. sec. XI, Epoca medievală timpurie                                   | Încarcă foto \| video | Raportează eroare |
| TL-I-m-B-05893.02 (RAN: 161204.01.03)                             | Așezare | sat Sabangia; comuna Sarichioi                | „La Fântâna Ialnăscu”, la cca. 2 km N de sat, între DJ Sabangia-Agighiol și malulvestic al lacului Agighiol, parțial și în UAT Valea Nucarilor | sec. I - IV p. Chr., Epoca romană                                                     | Încarcă foto \| video | Raportează eroare |
| TL-I-m-B-05893.03 (RAN: 161204.01.02)                             | Așezare | sat Sabangia; comuna Sarichioi                | „La Fântâna Ialnăscu”, la cca. 2 km N de sat, între DJ Sabangia-Agighiol și malul vestic al lacului Agighiol, parțial și în UAT Valea Nucarilor | sec. IV a. Chr., Latène, Cultura geto-dacică                                          | Încarcă foto \| video | Raportează eroare |
| TL-I-m-B-05893.04 (RAN: 161204.01.01)                             | Așezare | sat Sabangia; comuna Sarichioi                | „La Fântâna Ialnăscu”, la cca. 2 km N de sat, între DJ Sabangia-Agighiol și malul vestic al lacului Agighiol, parțial și în UAT Valea Nucarilor | Neolitic                                                                              | Încarcă foto \| video | Raportează eroare |
| TL-I-s-B-05894 (RAN: 161204.02)                                   | Așezare romană | sat Sabangia; comuna Sarichioi                | Intravilan, sector NV și, parțial, extravilan | sec. IV - VI p. Chr., Epoca romano-bizantină                                          | Încarcă foto \| video | Raportează eroare |
| TL-I-s-B-05895 (RAN: 161204.03)                                   | Necropolă | sat Sabangia; comuna Sarichioi                | Intravilan, sector SV, în incinta fostului SMA | sec. II - III p. Chr., Epoca romană                                                   | Încarcă foto \| video | Raportează eroare |
| TL-I-s-B-05904 (RAN: 161188.09)                                   | Tumuli aliniați NV-SE (4) | sat Sabangia; comuna Sarichioi                | La 1 km N de punctul „Trei Movile” |                                                                                       | Încarcă foto \| video | Raportează eroare |
| TL-I-s-B-05896 (RAN: 161188.01)                                   | Situl arheologic de la Sarichioi | sat Sarichioi; comuna Sarichioi               | |                                                                                       | Încarcă foto \| video | Raportează eroare |
| TL-I-m-B-05896.01 (RAN: 161188.01.02)                             | Necropolă | sat Sarichioi; comuna Sarichioi               | Intravilan, limita de N | sec. XVII - XVIII, Epoca medievală târzie                                             | Încarcă foto \| video | Raportează eroare |
| TL-I-m-B-05896.02 (RAN: 161188.01.01)                             | Așezare rurală | sat Sarichioi; comuna Sarichioi               | Intravilan, limita de N | sec. II - III p. Chr., Epoca romană                                                   | Încarcă foto \| video | Raportează eroare |
| TL-I-s-B-05897 (RAN: 161188.02)                                   | Așezare | sat Sarichioi; comuna Sarichioi               | Intravilan | sec. X - XII, Epoca medievală timpurie                                                | Încarcă foto \| video | Raportează eroare |
| TL-I-s-B-05898 (RAN: 161188.03)                                   | Situl arheologic de la Sarichioi, punct „Dealul Bursucului”                                                                                         | sat Sarichioi; comuna Sarichioi               | „Dealul Bursucului”, de la limita de S a intravilanului până la cca. 2,5 km S de localitate, pe malul lacului Razelm |                                                                                       | Încarcă foto \| video | Raportează eroare |
| TL-I-m-B-05898.01 (RAN: 161188.03.07)                             | Așezare | sat Sarichioi; comuna Sarichioi               | „Dealul Bursucului”, de la limita de S a intravilanului până la cca. 2,5 km S de localitate, pe malul lacului Razelm | sec. XIV - XV, Epoca medievală                                                        | Încarcă foto \| video | Raportează eroare |
| TL-I-m-B-05898.02 (RAN: 161188.03.06)                             | Așezare | sat Sarichioi; comuna Sarichioi               | „Dealul Bursucului”, de la limita de S a intravilanului până la cca. 2,5 km S de localitate, pe malul lacului Razelm | sec. X - XI, Epoca medievală timpurie                                                 | Încarcă foto \| video | Raportează eroare |
| TL-I-m-B-05898.03 (RAN: 161188.03.05)                             | Așezare | sat Sarichioi; comuna Sarichioi               | „Dealul Bursucului”, de la limita de S a intravilanului până la cca. 2,5 km S de localitate, pe malul lacului Razelm | sec. IV - II a. Chr., Latène getic, Cultura geto-dacică                               | Încarcă foto \| video | Raportează eroare |
| TL-I-m-B-05898.04 (RAN: 161188.03.04)                             | Așezare | sat Sarichioi; comuna Sarichioi               | „Dealul Bursucului”, la cca. 1,5 km S de localitate, pe malul lacului Razelm | Hallstatt, Cultura Babadag                                                            | Încarcă foto \| video | Raportează eroare |
| TL-I-m-B-05898.05 (RAN: 161188.03.03)                             | Așezare | sat Sarichioi; comuna Sarichioi               | „Dealul Bursucului”, la cca. 800 m S de localitate, pe malul lacului Razelm | Epoca bronzului târziu, Cultura Noua                                                  | Încarcă foto \| video | Raportează eroare |
| TL-I-m-B-05898.07 (RAN: 161188.03.01)                             | Așezare | sat Sarichioi; comuna Sarichioi               | „Dealul Bursucului”, la cca. 2,5 km S de localitate, pe malul lacului Razelm | Neolitic, Cultura Boian                                                               | Încarcă foto \| video | Raportează eroare |
| TL-I-s-B-05899 (RAN: 161188.04)                                   | Așezare rurală | sat Sarichioi; comuna Sarichioi               | La 1 km S de sat, de o parte și de alta a DJ Sarichioi-Enisala, pe ambii versanțiaivăii Sărătura | sec. II - III, Epoca romană                                                           | Încarcă foto \| video | Raportează eroare |
| TL-I-s-B-05900 (RAN: 161188.05)                                   | Așezare | sat Sarichioi; comuna Sarichioi               | La 1 km S de sat,500 m V de DJ Sarichioi-Enisala | sec. IX - XI, Epoca medievală timpurie                                                | Încarcă foto \| video | Raportează eroare |
| TL-I-s-B-05901 (RAN: 161188.06)                                   | Tumul | sat Sarichioi; comuna Sarichioi               | La 1 km S de limita intravilanului satului Sarichioi și 500 m V de malul lacului Razelm, la cea mai înaltă cotă a Dealului Bursucului |                                                                                       | Încarcă foto \| video | Raportează eroare |
| TL-I-s-B-05902 (RAN: 161188.11)                                   | Tumuli grupați(3) | sat Sarichioi; comuna Sarichioi               | „Dealul Țapi”, la 1 km S de satul Sarichioi și 1,1 km V de DJ Sarichioi-Enisala | sec. IV-III a. Chr., Latene                                                           | Încarcă foto \| video | Raportează eroare |
| TL-I-s-B-05903 (RAN: 161188.08)                                   | Tumuli grupați(5) | sat Sarichioi; comuna Sarichioi               | Între 1,6 - 2 km NV de limita de N a satului, în punctul „Trei Movile” |                                                                                       | Încarcă foto \| video | Raportează eroare |
| TL-I-s-B-05906 (RAN: 160975.01)                                   | Așezare rurală | sat Sarinasuf; comuna Murighiol               | La cca. 750 m N de satul Sarinasuf | sec. II - IV p. Chr., Epoca romană                                                    | Încarcă foto \| video | Raportează eroare |
| TL-I-s-B-05907 (RAN: 160975.02)                                   | Așezare | sat Sarinasuf; comuna Murighiol               | La cca. 800 m E de satul Sarinasuf, între malul lacului Razelm și DJ Sarinasuf-Plopu | sec. VI - V a. Chr., Latène timpuriu, Cultura geto-dacică                             | Încarcă foto \| video | Raportează eroare |
| TL-I-s-B-05908 (RAN: 160975.03)                                   | Necropolă de incinerație | sat Sarinasuf; comuna Murighiol               | Intravilan, sector V | sec. IV a. Chr., Latène, Cultura geto-dacică                                          | Încarcă foto \| video | Raportează eroare |
| TL-I-s-B-05909 (RAN: 160859.01)                                   | Tumuli (2) | sat Satu Nou; comuna Mihai Bravu              | La 250 m N de satul Satu Nou |                                                                                       | Încarcă foto \| video | Raportează eroare |
| TL-I-s-B-05910 (RAN: 160859.02)                                   | Tumuli aliniați(7) | sat Satu Nou; comuna Mihai Bravu              | De la cca. 500 m N de Satu Nou până la cca. 1,3 km S de Dealul Denistepe |                                                                                       | Încarcă foto \| video | Raportează eroare |
| TL-I-s-B-05911 (RAN: 160859.03)                                   | Tumul | sat Satu Nou; comuna Mihai Bravu              | La 750 m NNE de Satu Nou |                                                                                       | Încarcă foto \| video | Raportează eroare |
| TL-I-s-B-05912 (RAN: 160859.04)                                   | Tumuli (2) | sat Satu Nou; comuna Mihai Bravu              | La 1,25 km NNE de Satu Nou |                                                                                       | Încarcă foto \| video | Raportează eroare |
| TL-I-s-B-05913 (RAN: 160859.05)                                   | Tumuli (2) | sat Satu Nou; comuna Mihai Bravu              | La 1,7 - 1,8 km NE de Satu Nou |                                                                                       | Încarcă foto \| video | Raportează eroare |
| TL-I-s-B-05914 (RAN: 160859.06)                                   | Tumuli (2) | sat Satu Nou; comuna Mihai Bravu              | Cca. 2,7 km NE de Satu Nou, cca, 1,5 km SE de dealul Denistepe și 1 km V de DN Babadag-Tulcea |                                                                                       | Încarcă foto \| video | Raportează eroare |
| TL-I-s-B-05915 (RAN: 160859.07)                                   | Tumul | sat Satu Nou; comuna Mihai Bravu              | Cca. 3,3 km NNE de Satu Nou, cca. 750 m SE de dealul Denistepe și cca. 1,5 km V de DN Babadag-Tulcea |                                                                                       | Încarcă foto \| video | Raportează eroare |
| TL-I-s-B-05916 (RAN: 160859.08)                                   | Tumul | sat Satu Nou; comuna Mihai Bravu              | Intravilan Satu Nou, în perimetrul actualului cimitir, la limita de NV a localității |                                                                                       | Încarcă foto \| video | Raportează eroare |
| TL-I-s-B-05917 (RAN: 160859.09)                                   | Tumul | sat Satu Nou; comuna Mihai Bravu              | „Begeni”, la cca. 300 m NV de Satu Nou, pe malul stâng al Taiței |                                                                                       | Încarcă foto \| video | Raportează eroare |
| TL-I-s-B-05722 (RAN: 160671.01)                                   | Tumuli grupați(6) | sat Sălcioara; comuna Jurilovca               | La cca. 4,5 km N de satul Sălcioara și 500 m V de malul lacului Razelm 44.84111°N 28.89833°E | sec. IV - III a. Chr., Latène                                                         | Încarcă foto \| video | Raportează eroare |
| TL-I-s-B-05918 (RAN: 160671.06)                                   | Situl arheologic de la Sălcioara | sat Sălcioara; comuna Jurilovca               | Intravilan, sector central și E până aproape de malul lacului omonim, de o parte și de alta a DJ Sălcioara-Enisala |                                                                                       | Încarcă foto \| video | Raportează eroare |
| TL-I-m-B-05918.01 (RAN: 160671.06.04)                             | Așezare | sat Sălcioara; comuna Jurilovca               | Intravilan, sector central și E până aproape de malul lacului omonim, de o parte și de alta a DJ Sălcioara-Enisala | sec. X - XI, Epoca medievală timpurie                                                 | Încarcă foto \| video | Raportează eroare |
| TL-I-m-B-05918.02 (RAN: 160671.06.03)                             | Așezare rurală | sat Sălcioara; comuna Jurilovca               | Intravilan, sector central și E până aproape de malul lacului omonim, de o parte și de alta a DJ Sălcioara-Enisala | sec. IV - VI p. Chr., Epoca romano-bizantină                                          | Încarcă foto \| video | Raportează eroare |
| TL-I-m-B-05918.03 (RAN: 160671.06.02)                             | Așezare | sat Sălcioara; comuna Jurilovca               | Intravilan, sector central și E până aproape de malul lacului omonim, de o parte și de alta a DJ Sălcioara-Enisala | sec. III p. Chr., Epoca romană                                                        | Încarcă foto \| video | Raportează eroare |
| TL-I-m-B-05918.04 (RAN: 160671.06.01)                             | Așezare | sat Sălcioara; comuna Jurilovca               | Intravilan, sector central și E până aproape de malul lacului omonim, de o parte și de alta a DJ Sălcioara-Enisala | sec. VI - III a. Chr., Latène timpuriu                                                | Încarcă foto \| video | Raportează eroare |
| TL-I-s-B-05919 (RAN: 160671.02)                                   | Așezare greco-indigenă | sat Sălcioara; comuna Jurilovca               | La cca. 1,8 km NE de satul Sălcioara, pe malul de N al lacului omonim | sec. IV - III a. Chr., Latène, Cultura greco - getică                                 | Încarcă foto \| video | Raportează eroare |
| TL-I-s-B-05920 (RAN: 160671.03)                                   | Așezare | sat Sălcioara; comuna Jurilovca               | La cca. 2,5 km NE de satul Sălcioara, pe malul de N al lacului omonim | sec. IX - X, Epoca medievală timpurie                                                 | Încarcă foto \| video | Raportează eroare |
| TL-I-s-B-05921 (RAN: 160671.04)                                   | Turris | sat Sălcioara; comuna Jurilovca               | „Capul Iancina”, la cca. 5 km. NE de satul Sălcioara | sec. IV - VI p. Chr., Epoca romano-bizantină                                          | Încarcă foto \| video | Raportează eroare |
| TL-I-s-B-05922 (RAN: 160671.05)                                   | Situl arheologic de la Sălcioara | sat Sălcioara; comuna Jurilovca               | La cca. 4,5 km N de localitate, între dealul Călugăra la S și dealul La Călugăra la N, de-a lungul malului lacului Razelm |                                                                                       | Încarcă foto \| video | Raportează eroare |
| TL-I-m-B-05922.01 (RAN: 160671.05.04)                             | Așezare | sat Sălcioara; comuna Jurilovca               | La cca. 4,5 km N de localitate, între dealul Călugăra la S și dealul La Călugăra la N, de-a lungul malului lacului Razelm | sec. X - XI, Epoca medievală timpurie                                                 | Încarcă foto \| video | Raportează eroare |
| TL-I-m-B-05922.02 (RAN: 160671.05.03)                             | Așezare | sat Sălcioara; comuna Jurilovca               | La cca. 4,5 km N de localitate, între dealul Călugăra la S și dealul La Călugăra la N, de-a lungul malului lacului Razelm | sec. II - VI p. Chr., Epoca romană                                                    | Încarcă foto \| video | Raportează eroare |
| TL-I-a-B-05922.03                                                 | Așezare | sat Sălcioara; comuna Jurilovca               | La cca. 4,5 km N de localitate, între dealul Călugăra la S și dealul La Călugăra la N, de-a lungul malului lacului Razelm | sec. IV - II a. Chr., Latène, Cultura geto-dacică                                     | Încarcă foto \| video | Raportează eroare |
| TL-I-m-B-05922.04 (RAN: 160671.05.01)                             | Așezare | sat Sălcioara; comuna Jurilovca               | La cca. 4,5 km N de localitate, între dealul Călugăra la S și dealul La Călugăra la N, de-a lungul malului lacului Razelm | Hallstatt, Cultura Babadag                                                            | Încarcă foto \| video | Raportează eroare |
| TL-I-s-B-05923 (RAN: 161455.01)                                   | Așezare getică | sat Sâmbăta Nouă; comuna Topolog              | La 200 m S de localitate | Epoca romană, Cultura dacică                                                          | Încarcă foto \| video | Raportează eroare |
| TL-I-s-B-05925 (RAN: 161268.02)                                   | Situl arheologic de la Slava Cercheză | sat Slava Cercheză; comuna Slava Cercheză     | „La Vii”, la cca. 700 m N de satul Slava Cercheză, la E de Dealul Viilor și la V de Dealul Kurt Baiîr |                                                                                       | Încarcă foto \| video | Raportează eroare |
| TL-I-m-B-05925.01 (RAN: 161268.02.01)                             | Așezare | sat Slava Cercheză; comuna Slava Cercheză     | „La Vii”, la cca. 700 m N de satul Slava Cercheză, la E de Dealul Viilor și la V de Dealul Kurt Baiîr | sec. II - III p. Chr., Epoca romană                                                   | Încarcă foto \| video | Raportează eroare |
| TL-I-m-B-05925.02 (RAN: 161268.02.02)                             | Necropolă | sat Slava Cercheză; comuna Slava Cercheză     | „La Vii”, la cca. 700 m N de satul Slava Cercheză, la E de Dealul Viilor și la V de Dealul Kurt Baiîr | sec. II - III p. Chr., Epoca romană                                                   | Încarcă foto \| video | Raportează eroare |
| TL-I-s-B-05924 (RAN: 161268.01)                                   | Așezare getică | sat Slava Rusă; comuna Slava Cercheză         | „La Lutărie” numit și La Donca, extravilan, la limita de S a satului Slava Rusă, lângă mănăstirea Vovidenia | Latène, Cultura geto-dacică                                                           | Încarcă foto \| video | Raportează eroare |
| TL-I-s-A-05926 (RAN: 161277.01)                                   | Cetatea Ibida | sat Slava Rusă; comuna Slava Cercheză         | Intravilan, sectoarele central vestic șivestic și extravilan V și NV 44.87917°N 28.56747°E | sec. IV - VI p. Chr., Epoca romano-bizantină                                          |                       | Raportează eroare |
| TL-I-s-A-05927                                                    | Complex monastic paleocreștin | sat Slava Rusă; comuna Slava Cercheză         | La cca. 2 km SV de satul Slava Rusă și la 1 km NNE de mănăstirea ortodoxă de rit vechi Uspenia | sf. sec. IV - înc. sec. VII p. Chr., Epoca romano-bizantină                           | Încarcă foto \| video | Raportează eroare |
| TL-I-m-A-21048                                                    | Monument funerar roman (Cavoul „Tudorka”) | sat Slava Rusă; comuna Slava Cercheză         | 44.85075°N 28.57667°E | Epoca romano-bizantină                                                                |                       | Raportează eroare |
| TL-I-s-B-05928 (RAN: 161311.01)                                   | Situl arheologic de la Somova | sat Somova; comuna Somova                     | Intravilan, sector SE, în zona fostului CAP, de o parte și de alta a E87 |                                                                                       | Încarcă foto \| video | Raportează eroare |
| TL-I-m-B-05928.01 (RAN: 161311.01.03)                             | Așezare | sat Somova; comuna Somova                     | Intravilan, sector SE, în zona fostului CAP, de o parte și de alta a E87 | Epoca romano-bizantină                                                                | Încarcă foto \| video | Raportează eroare |
| TL-I-m-B-05928.02 (RAN: 161311.01.02)                             | Așezare | sat Somova; comuna Somova                     | Intravilan, sector SE, în zona fostului CAP, de o parte și de alta a E87 | Epoca romană                                                                          | Încarcă foto \| video | Raportează eroare |
| TL-I-m-B-05928.03 (RAN: 161311.01.01)                             | Așezare | sat Somova; comuna Somova                     | Intravilan, sector SE, în zona fostului CAP, de o parte și de alta a E87 | Latène, Cultura geto-dacică                                                           | Încarcă foto \| video | Raportează eroare |
| TL-I-s-B-05929 (RAN: 161311.02)                                   | Situl arheologic de la Somova, punct „La batace” | sat Somova; comuna Somova                     | „La Batace”, la cca. 1 km SV de localitate șicca. 150 m S de E87 |                                                                                       | Încarcă foto \| video | Raportează eroare |
| TL-I-m-B-05929.01 (RAN: 161311.02.01)                             | Așezare | sat Somova; comuna Somova                     | „La Batace”, la cca. 1 km SV de localitate șicca. 150 m S de E87 | Latène, Cultura geto-dacică                                                           | Încarcă foto \| video | Raportează eroare |
| TL-I-m-B-05929.02 (RAN: 161311.02.02)                             | Necropolă | sat Somova; comuna Somova                     | „La Batace”, la cca. 1 km SV de localitate șicca. 150 m S de E87 | Latène, Cultura geto-dacică                                                           | Încarcă foto \| video | Raportează eroare |
| TL-I-s-A-21047                                                    | Asezare neoeneolitica | sat Maliuc, comuna Maliuc                     | punct Taraschina 45.21178°N 29.17372°E |                                                                                       | Încarcă foto \| video | Raportează eroare |
| TL-I-s-B-05930 (RAN: 122418.01, 160421.01)                        | Situl arheologic de la Telița | sat Telița; comuna Frecăței                   | „La Amza”, la 600 m NE de satul Telița |                                                                                       | Încarcă foto \| video | Raportează eroare |
| TL-I-m-B-05930.01 (RAN: 160421.01.04)                             | Așezare | sat Telița; comuna Frecăței                   | „La Amza”, la 600 m NE de satul Telița | sec. X - XI, Epoca medievală timpurie                                                 | Încarcă foto \| video | Raportează eroare |
| TL-I-m-B-05930.02 (RAN: 122418.01.06)                             | Așezare rurală | sat Telița; comuna Frecăței                   | „La Amza”, la 600 m NE de satul Telița | sec. I - IV p. Chr., Epoca romană, Cultura geto-dacică                                | Încarcă foto \| video | Raportează eroare |
| TL-I-m-B-05930.03 (RAN: 160421.01.01)                             | Așezare | sat Telița; comuna Frecăței                   | „La Amza”, la 600 m NE de satul Telița | sec. VIII - VII a. Chr., Hallstatt târziu                                             | Încarcă foto \| video | Raportează eroare |
| TL-I-s-B-05931 (RAN: 160421.02)                                   | Așezare fortificată | sat Telița; comuna Frecăței                   | la NV de Amza, pe un promontoriu orientat EV | Latène, Cultura geto-dacică                                                           | Încarcă foto \| video | Raportează eroare |
| TL-I-s-B-05932 (RAN: 160421.03)                                   | Așezare rurală | sat Telița; comuna Frecăței                   | Intravilan, sector SV | Epoca romană                                                                          | Încarcă foto \| video | Raportează eroare |
| TL-I-s-B-05933 (RAN: 160421.06)                                   | Complex meșteșugăresc | sat Telița; comuna Frecăței                   | „La Hogea”, la 250 m V de satul Telița | sec. IV p. Chr., Epoca romană                                                         | Încarcă foto \| video | Raportează eroare |
| TL-I-s-B-05934 (RAN: 160421.05)                                   | Așezare | sat Telița; comuna Frecăței                   | La cca. 300 m V de biserica „Adormirea Maicii Domnului” a mânăstirii Celic Dere și cca. 100 m V de ultimul aliniament de chilii ale mănăstirii | sec. II - IV p. Chr., Epoca romană                                                    | Încarcă foto \| video | Raportează eroare |
| TL-I-s-B-05935 (RAN: 160421.09)                                   | Complex meșteșugăresc | sat Telița; comuna Frecăței                   | „Izvorul Maicilor”, la 900 m SV de intersecția Telița-Sarica | sec. II - III p. Chr., Epoca romană                                                   | Încarcă foto \| video | Raportează eroare |
| TL-I-s-B-05936 (RAN: 160421.07)                                   | Tumuli grupați(6) | sat Telița; comuna Frecăței                   | Cca. 1,2 km NE de intersecția DJ Poșta-Telițacudrumulspre mănăstirea Celic Dere |                                                                                       | Încarcă foto \| video | Raportează eroare |
| TL-I-s-B-05937 (RAN: 160421.08)                                   | Tumuli grupați (4) | sat Telița; comuna Frecăței                   | La cca. 1,8 km NNE de intersecția DJ Poșta-Telițacu drumul spre mănăstirea Celic Dere |                                                                                       | Încarcă foto \| video | Raportează eroare |
| TL-I-s-B-05938 (RAN: 161393.01)                                   | Villa rustica | sat Topolog; comuna Topolog                   | Extravilan, la marginea de NV a satului 44.87666°N 28.37731°E | Epoca romană                                                                          | Încarcă foto \| video | Raportează eroare |
| TL-I-s-B-05939 (RAN: 161393.02)                                   | Villa rustica | sat Topolog; comuna Topolog                   | La 300 m S de satul Topolog 44.87666°N 28.37731°E | sec. II - III p. Chr., Epoca romană                                                   | Încarcă foto \| video | Raportează eroare |
| TL-I-s-B-05940 (RAN: 161393.03)                                   | Tumuli | sat Topolog; comuna Topolog                   | La 300 m S de satul Topolog |                                                                                       | Încarcă foto \| video | Raportează eroare |
| TL-I-s-B-05941 (RAN: 160163.01)                                   | Situl arheologic de la Traian | sat Traian; comuna Cerna                      | Intravilan, sector central estic, pe dealul Cale-Baie |                                                                                       | Încarcă foto \| video | Raportează eroare |
| TL-I-m-B-05941.01 (RAN: 160163.01.01)                             | Castru | sat Traian; comuna Cerna                      | Intravilan, sector central estic, pe dealul Cale-Baie | Epoca romană                                                                          |                       | Raportează eroare |
| TL-I-m-B-05941.02 (RAN: 160163.01.02)                             | Așezare | sat Traian; comuna Cerna                      | Intravilan, sector central estic, pe dealul Cale-Baie | Epoca romană                                                                          | Încarcă foto \| video | Raportează eroare |
| TL-I-s-B-05942 (RAN: 161026.01)                                   | Așezare | sat Trestenic; comuna Nalbant                 | Intravilan, sector S | Eneolitic, Cultura Gumelnița                                                          | Încarcă foto \| video | Raportează eroare |
| TL-I-s-B-05943 (RAN: 161026.02)                                   | Situl arheologic de la Trestenic | sat Trestenic; comuna Nalbant                 | Intravilan, sector S |                                                                                       | Încarcă foto \| video | Raportează eroare |
| TL-I-m-B-05943.01 (RAN: 161026.02.02)                             | Așezare | sat Trestenic; comuna Nalbant                 | Intravilan, sector S | Epoca medievală                                                                       | Încarcă foto \| video | Raportează eroare |
| TL-I-m-B-05943.02 (RAN: 161026.02.01)                             | Așezare | sat Trestenic; comuna Nalbant                 | Intravilan, sector S | Epoca romană                                                                          | Încarcă foto \| video | Raportează eroare |
| TL-I-s-B-05944                                                    | Așezare | sat Trestenic; comuna Nalbant                 | Intravilan, zona centrală | sec. IV - VI p. Chr., Epoca romano-bizantină                                          | Încarcă foto \| video | Raportează eroare |
| TL-I-s-B-05945 (RAN: 161026.04)                                   | Așezare rurală | sat Trestenic; comuna Nalbant                 | La cca. 800 m SE de satul Trestenic, de o parte și de alta a DJ Trestenic-Nalbant | sec. I - IV p. Chr., Epoca romană                                                     | Încarcă foto \| video | Raportează eroare |
| TL-I-s-B-05946 (RAN: 161026.05)                                   | Așezare getică | sat Trestenic; comuna Nalbant                 | La cca. 350 m NV de satul Trestenic, la V de DJ Trestenic- Nalbant | sec. I - II p. Chr., Epoca romană, Cultura getică                                     | Încarcă foto \| video | Raportează eroare |
| TL-I-s-B-05947 (RAN: 161026.06)                                   | Așezare rurală | sat Trestenic; comuna Nalbant                 | La cca. 1,5 km SE de satul Trestenic | Epoca romană                                                                          | Încarcă foto \| video | Raportează eroare |
| TL-I-s-B-05948 (RAN: 161026.07)                                   | Așezare | sat Trestenic; comuna Nalbant                 | „La comoară”, la cca. 600 m S de satul Trestenic, lapoalele dealului Taptâc | sec. XVII - XVIII, Epoca medievală                                                    | Încarcă foto \| video | Raportează eroare |
| TL-I-s-B-05949 (RAN: 161026.08)                                   | Așezare | sat Trestenic; comuna Nalbant                 | La cca. 800 m S de localitate, la V de DJ Trestenic-Nalbant, între cursul Taiței la N și dealul Taptâc la S | Epoca medievală                                                                       | Încarcă foto \| video | Raportează eroare |
| TL-I-s-B-05950 (RAN: 161026.09)                                   | Situl arheologic de la Trestenic | sat Trestenic; comuna Nalbant                 | Extravilan, cca. 100 m S de localitate, la V de DJ Trestenic- Nalbant |                                                                                       | Încarcă foto \| video | Raportează eroare |
| TL-I-m-B-05950.01 (RAN: 161026.09.02)                             | Așezare | sat Trestenic; comuna Nalbant                 | Extravilan, cca. 100 m S de localitate, la V de DJ Trestenic- Nalbant | Epoca medievală                                                                       | Încarcă foto \| video | Raportează eroare |
| TL-I-m-B-05950.02 (RAN: 161026.09.01)                             | Așezare | sat Trestenic; comuna Nalbant                 | Extravilan, cca. 100 m S de localitate, la V de DJ Trestenic- Nalbant | Epoca romană                                                                          | Încarcă foto \| video | Raportează eroare |
| TL-I-s-B-05951 (RAN: 161026.10)                                   | Tumul | sat Trestenic; comuna Nalbant                 | La cca. 250 m NE de Trestenic |                                                                                       | Încarcă foto \| video | Raportează eroare |
| TL-I-s-A-05952 (RAN: 161473.01)                                   | Situl arheologic „Cetatea Troesmis” | sat Turcoaia; comuna Turcoaia                 | „Iglița”, extravilan, la cca. 2,5 km N de limita nordică a satului, pe malul drept al brațului Măcin 45.14527°N 28.18576°E |                                                                                       | Alte imagini          | Raportează eroare |
| TL-I-m-A-05952.01 (RAN: 161473.01.03)                             | Așezarea medievală | sat Turcoaia; comuna Turcoaia                 | „Iglița”, extravilan, la cca. 2,5 km N de limita nordică a satului, pe malul drept al brațului Măcin | sec. VIII - XII, Epoca medievală timpurie                                             |                       | Raportează eroare |
| TL-I-m-A-05952.02 (RAN: 161473.01.01)                             | Complexul de cetăți Troesmis | sat Turcoaia; comuna Turcoaia                 | „Iglița”, extravilan, la cca. 2,5 km N de limita nordică a satului, pe malul drept al brațului Măcin |                                                                                       | Încarcă foto \| video | Raportează eroare |
| TL-I-m-A-05952.03 (RAN: 161473.01.02)                             | Așezare romană | sat Turcoaia; comuna Turcoaia                 | „Iglița”, extravilan, la cca. 2,5 km N de limita nordică a satului, pe malul drept al brațului Măcin | Epoca romană târzie                                                                   |                       | Raportează eroare |
| TL-I-m-A-05952.04 (RAN: 161473.01.04)                             | Necropolă plană și tumulară | sat Turcoaia; comuna Turcoaia                 | „Iglița”, extravilan, la cca. 2,5 km N de limita nordică a satului, pe malul drept al brațului Măcin | sec. I - VII, Epoca romană                                                            | Încarcă foto \| video | Raportează eroare |
| TL-I-s-B-05953 (RAN: 160868.01)                                   | Cimitir | sat Turda; comuna Mihai Bravu                 | Intravilan și extravilan, sector S, în dreapta DJ Turda-Mihai Bravu | Epoca medievală                                                                       | Încarcă foto \| video | Raportează eroare |
| TL-I-s-B-05954 (RAN: 160868.02)                                   | Situl arheologic de la Turda | sat Turda; comuna Mihai Bravu                 | Intravilan și extravilan, sector NV, pe malul drept al Taiței, de ambele părți ale DJ Turda- Nicolae Bălcescu |                                                                                       | Încarcă foto \| video | Raportează eroare |
| TL-I-m-B-05954.01 (RAN: 160868.02.01)                             | Așezare rurală | sat Turda; comuna Mihai Bravu                 | Intravilan și extravilan, sector NV, pe malul drept al Taiței, de ambele părți ale DJ Turda- Nicolae Bălcescu | sec. II - IV p. Chr., Epoca romană                                                    | Încarcă foto \| video | Raportează eroare |
| TL-I-m-B-05954.02 (RAN: 160868.02.02)                             | Necropolă | sat Turda; comuna Mihai Bravu                 | Intravilan și extravilan, sector NV, pe malul drept al Taiței, de ambele părți ale DJ Turda- Nicolae Bălcescu | sec. II - IV p. Chr., Epoca romană                                                    | Încarcă foto \| video | Raportează eroare |
| TL-I-s-B-05955 (RAN: 161491.01)                                   | Așezare rurală | sat Valea Nucarilor; comuna Valea Nucarilor   | La limita de S a satului Valea Nucarilor și limita de N a satului Iazurile, com. Valea Nucarilor, intravilan și, parțial, extravilan, spre E | sec. II - III p. Chr., Epoca romană, Cultura geto-dacică                              | Încarcă foto \| video | Raportează eroare |
| TL-I-s-B-05956 (RAN: 161491.02)                                   | Tumuli (12) | sat Valea Nucarilor; comuna Valea Nucarilor   | La cca. 4 km. N de satul Valea Nucarilor; la cca. 1,5 km E de sat; la 250 m N de sat; la 750 m și 400 m V de sat; la 100-200 m SE de sat |                                                                                       | Încarcă foto \| video | Raportează eroare |
| TL-I-s-B-05868 (RAN: 161062.05)                                   | Situl arheologic de la Victoria, punct „Dealul Curcuz”                                                                                              | sat Victoria; comuna Nufăru                   | „Dealul Curcuz”, la liziera de E a pădurii și cca. 3 km S de satul Victoria |                                                                                       | Încarcă foto \| video | Raportează eroare |
| TL-I-m-B-05868.01 (RAN: 161062.05.02)                             | Așezare | sat Victoria; comuna Nufăru                   | „Dealul Curcuz”, la liziera de E a pădurii și cca. 3 km S de satul Victoria | sec. XI, Epoca medievală timpurie                                                     | Încarcă foto \| video | Raportează eroare |
| TL-I-m-B-05868.02 (RAN: 161062.05.01)                             | Așezare | sat Victoria; comuna Nufăru                   | „Dealul Curcuz”, la liziera de E a pădurii și cca. 3 km S de satul Victoria | sec. IV - III a. Chr., Latène, Cultura geto-dacică                                    | Încarcă foto \| video | Raportează eroare |
| TL-I-s-B-05958 (RAN: 161099.01)                                   | Necropolă | sat Victoria; comuna Nufăru                   | Intravilanul satului Victoria | sec. XI - XII, Epoca medievală timpurie                                               | Încarcă foto \| video | Raportează eroare |
| TL-I-s-B-05959 (RAN: 161099.02)                                   | Situl arheologic de la Victoria | sat Victoria; comuna Nufăru                   | La limita de SV a satului Victoria |                                                                                       | Încarcă foto \| video | Raportează eroare |
| TL-I-m-B-05959.01 (RAN: 161099.02.02)                             | Așezare | sat Victoria; comuna Nufăru                   | La limita de SV a satului Victoria | sec. XI - XII, Epoca medievală timpurie                                               | Încarcă foto \| video | Raportează eroare |
| TL-I-m-B-05959.02 (RAN: 161099.02.01)                             | Așezare getică | sat Victoria; comuna Nufăru                   | La limita de SV a satului Victoria | sec. IV - II a. Chr., Latène, Cultura geto-dacică                                     | Încarcă foto \| video | Raportează eroare |
| TL-I-s-B-05960 (RAN: 161213.01)                                   | Așezare | sat Visterna; comuna Sarichioi                | Extravilan și, parțial, intravilan, până la cca. 100 m N de localitate, la E de DJ Visterna- Babadag | sec. II - IV p. Chr., Epoca romană                                                    | Încarcă foto \| video | Raportează eroare |
| TL-I-s-B-05961 (RAN: 161213.02)                                   | Necropolă de incinerație | sat Visterna; comuna Sarichioi                | Extravilan, cca. 100 m N de localitate șicca. 150 m E de DJ Visterna-Babadag | sec. I - III p. Chr., Epoca romană                                                    | Încarcă foto \| video | Raportează eroare |
| TL-I-s-B-05962 (RAN: 160662.01)                                   | Așezare | sat Vișina; comuna Jurilovca                  | Intravilan, sector central estic | sec. I - IV p. Chr., Epoca romană                                                     | Încarcă foto \| video | Raportează eroare |
| TL-I-s-B-05963 (RAN: 160662.02)                                   | Situl arheologic de la Vișina | sat Vișina; comuna Jurilovca                  | La limita de E a satului Vișina, pe malul lacului Golovița |                                                                                       | Încarcă foto \| video | Raportează eroare |
| TL-I-m-B-05963.01 (RAN: 160662.02.06)                             | Așezare | sat Vișina; comuna Jurilovca                  | La cca. 600 m E de satul Vișina și cca. 200 m V de satul Jurilovca, pe malul lacului Golovița | sec. IX - X, Epoca medievală timpurie                                                 | Încarcă foto \| video | Raportează eroare |
| TL-I-m-B-05963.02 (RAN: 160662.02.05)                             | Așezare | sat Vișina; comuna Jurilovca                  | La limita de E a satului Vișina, pe malul lacului Golovița | sec. I a. Chr. - II p. Chr., Epoca romană                                             | Încarcă foto \| video | Raportează eroare |
| TL-I-m-B-05963.03 (RAN: 160662.02.04)                             | Așezare | sat Vișina; comuna Jurilovca                  | La cca. 400 m E de limita satului Vișina, pe malul lacului Golovița | sec. IV - III a. Chr., Latène                                                         | Încarcă foto \| video | Raportează eroare |
| TL-I-m-B-05963.04 (RAN: 160662.02.01)                             | Așezare greco-indigenă | sat Vișina; comuna Jurilovca                  | La limita de E a satului Vișina, pe malul lacului Golovița | sec. VI - V a. Chr., Latène timpuriu, Cultura greco - getică                          | Încarcă foto \| video | Raportează eroare |
| TL-I-m-B-05963.05 (RAN: 160662.02.03)                             | Așezare | sat Vișina; comuna Jurilovca                  | La limita de E a satului Vișina, pe malul lacului Golovița | Hallstatt                                                                             | Încarcă foto \| video | Raportează eroare |
| TL-I-m-B-05963.06 (RAN: 160662.02.02)                             | Așezare | sat Vișina; comuna Jurilovca                  | La limita de E a satului Vișina, pe malul lacului Golovița | Eneolitic                                                                             | Încarcă foto \| video | Raportează eroare |
| TL-II-s-B-05989                                                   | Ansamblul urban „Str. Progresului” | municipiul Tulcea                             | Str. Progresului (ambele fronturi), până la intersecția cu artera de rocadă; str. Buna Vestire (ambele fronturi), de la intersecția cu str. Mircea Vodă până la intersecția cu str. Victoriei; str. Victoriei (ambele fronturi), de la intersecția cu, str. Buna Vestire până la intersecția cu str. Progresului, inclusiv str. Decebal și str. Mircea Vodă, de la intersecția cu str. Decebal până la intersecția cu str. Buna Vestire |                                                                                       | Încarcă foto \| video | Raportează eroare |
| TL-II-s-B-05990                                                   | Sit urban | municipiul Tulcea                             | Str. Progresului, între str. Păcii și str. Unirii; str. 9 Mai (ambele fronturi), de la intersecția cu str. Walter la Piața Republicii inclusiv; str. N. Bălcescu, între str. Gloriei și str. Walter; str. Suvenir, între str. Gloriei și str. Independenței; str. Gr. Antipa; str. Gloriei (12, 14) |                                                                                       |                       | Raportează eroare |
| TL-II-m-B-05965                                                   | Fosta Jandarmerieturcească | municipiul Tulcea                             | Str. 14 Noiembrie 3 45.16612°N 28.78743°E | 1868                                                                                  | Încarcă foto \| video | Raportează eroare |
| TL-II-m-B-05966                                                   | Casă | municipiul Tulcea                             | Str. 14 Noiembrie 14, Gloriei 3 45.16612°N 28.78743°E | înc. sec. XX                                                                          | Încarcă foto \| video | Raportează eroare |
| TL-II-m-B-05967                                                   | Liceul „Spiru Haret” | municipiul Tulcea                             | Str. 14 Noiembrie 22 45.16612°N 28.78743°E | 1925-1930                                                                             |                       | Raportează eroare |
| TL-II-m-B-05964                                                   | Fostul Notariat de Stat | municipiul Tulcea                             | Str. 14 Noiembrie 24A 45.16612°N 28.78743°E | înc. sec. XX                                                                          | Încarcă foto \| video | Raportează eroare |
| TL-II-m-B-05968                                                   | Casă | municipiul Tulcea                             | Str. 14 Noiembrie 26 45.16612°N 28.78743°E | sf. sec. XIX                                                                          | Încarcă foto \| video | Raportează eroare |
| TL-II-m-B-05969                                                   | Casă | municipiul Tulcea                             | Str. 14 Noiembrie 30A 45.16612°N 28.78743°E | sf. sec. XIX                                                                          | Încarcă foto \| video | Raportează eroare |
| TL-II-m-B-05970                                                   | Fostul consulat austriac | municipiul Tulcea                             | Str. 9 Mai 1 A-1 B | ante 1864                                                                             | Încarcă foto \| video | Raportează eroare |
| TL-II-m-B-05971                                                   | Fostul sediu al Băncii Naționale a României | municipiul Tulcea                             | Str. 9 Mai 2 | 1924-1928                                                                             | Încarcă foto \| video | Raportează eroare |
| TL-II-m-B-05972                                                   | Fostul sediu al Muzeului de Etnografie și Artă Populară                                                                                             | municipiul Tulcea                             | Str. 9 Mai 4 45.17952°N 28.80588°E | 1911                                                                                  |                       | Raportează eroare |
| TL-II-m-A-05973 (fost TL-II-m-B-05973)                            | Fostul Palat al Pașei de la Tulcea, azi Muzeul de Artă                                                                                              | municipiul Tulcea                             | Str. Antipa Grigore 2 45.18012°N 28.805°E | 1863-1865                                                                             | Alte imagini          | Raportează eroare |
| TL-II-m-B-05974                                                   | Biserica ortodoxă „Buna Vestire” | municipiul Tulcea                             | Str. Buna Vestire 2 | 1869, 1848 - 1854                                                                     | Încarcă foto \| video | Raportează eroare |
| TL-II-m-B-05975                                                   | Casă | municipiul Tulcea                             | Str. Buna Vestire 11 | sf. sec. XIX                                                                          | Încarcă foto \| video | Raportează eroare |
| TL-II-m-B-05976                                                   | Casă | municipiul Tulcea                             | Str. Decebal 2 | mijl.sec. XIX                                                                         | Încarcă foto \| video | Raportează eroare |
| TL-II-m-B-05977                                                   | Casă | municipiul Tulcea                             | Str. Decebal 9 corp C1 | sf. sec. XIX                                                                          | Încarcă foto \| video | Raportează eroare |
| TL-II-m-B-05978                                                   | Casă | municipiul Tulcea                             | Str. Gavrilov Corneliu, Slt. 148 | 1866                                                                                  |                       | Raportează eroare |
| TL-II-m-B-05979                                                   | Casă | municipiul Tulcea                             | Str. Gloriei 4 | 1918-1930                                                                             | Încarcă foto \| video | Raportează eroare |
| TL-II-m-B-05980                                                   | Casă | municipiul Tulcea                             | Str. Gloriei 4A | 1920-1940                                                                             | Încarcă foto \| video | Raportează eroare |
| TL-II-m-B-05981                                                   | Casă | municipiul Tulcea                             | Str. Gloriei 6 | 1925-1930                                                                             | Încarcă foto \| video | Raportează eroare |
| TL-II-m-B-05982                                                   | Fosta Fabrică de mezeluri Teodorof, „Cireșica” | municipiul Tulcea                             | Str. Gloriei 12 | 1913                                                                                  | Încarcă foto \| video | Raportează eroare |
| TL-II-m-B-05983                                                   | Casă | municipiul Tulcea                             | Str. Gloriei 14 și 14bis | cca. 1850, a doua jumătate a sec. XIX                                                 | Încarcă foto \| video | Raportează eroare |
| TL-II-m-A-05984                                                   | Moscheea Aziziye | municipiul Tulcea                             | Str. Independenței 2 45.1815°N 28.80668°E | 1863 Sultanul Abdulaziz (ctitor)                                                      | Alte imagini          | Raportează eroare |
| TL-II-m-B-05985                                                   | Fosta școala turcească | municipiul Tulcea                             | Str. Independenței 4 | 1865                                                                                  |                       | Raportează eroare |
| TL-II-m-B-05986                                                   | Casă | municipiul Tulcea                             | Str. Mircea Vodă 4 | 1870-1880                                                                             | Încarcă foto \| video | Raportează eroare |
| TL-II-m-B-05987                                                   | Casă | municipiul Tulcea                             | Str. Mircea Vodă 6 | a doua jumătate a sec. XIX                                                            | Încarcă foto \| video | Raportează eroare |
| TL-II-m-B-05988                                                   | Biserica ortodoxă „Sf. Gheorghe”, numită și „Biserica Bulgărească”, „Biserica cu ceas”                                                              | municipiul Tulcea                             | Str. Păcii 11 | 1857, 1927                                                                            |                       | Raportează eroare |
| TL-II-m-B-05991                                                   | Casa Lichiardopol | municipiul Tulcea                             | Str. Progresului 26 | 1860-1870                                                                             |                       | Raportează eroare |
| TL-II-m-B-05992                                                   | Casa Motomancea | municipiul Tulcea                             | Str. Progresului 28 corp A | 1870-1875                                                                             | Alte imagini          | Raportează eroare |
| TL-II-m-B-05993                                                   | Sediul Comenduirii Garnizoanei Tulcea, fost sediu al „Băncii Dunărea”; Fostul sediu al „Băncii Românești” și Societății de Asigurări „Dacia Română” | municipiul Tulcea                             | Str. Progresului 31, 33 | 1905, 1896                                                                            |                       | Raportează eroare |
| TL-II-m-A-05994 (fost TL-II-m-B-05994)                            | Casa Avramide, azi Muzeul de Științele Naturii | municipiul Tulcea                             | Str. Progresului 32 45.1801°N 28.80575°E | 1890 - 1893, sf. sec. XIX                                                             |                       | Raportează eroare |
| TL-II-m-B-05995                                                   | Catedrala ortodoxă „Sf. Nicolae” | municipiul Tulcea                             | Str. Progresului 37 45.1769°N 28.802°E | 1862-1865                                                                             |                       | Raportează eroare |
| TL-II-m-B-05996                                                   | Fostul sediu al Administrației Pescăriei Statului                                                                                                   | municipiul Tulcea                             | Piața Republicii 2 | 1910-1914                                                                             |                       | Raportează eroare |
| TL-II-m-B-05997                                                   | Camera de Comerț și Industrie Tulcea | municipiul Tulcea                             | Str. Victoriei 22 | sec. XIX                                                                              | Încarcă foto \| video | Raportează eroare |
| TL-II-m-B-05998                                                   | Casă | municipiul Tulcea                             | Str. Victoriei 27 | înc. sec. XX                                                                          | Încarcă foto \| video | Raportează eroare |
| TL-II-m-B-05999                                                   | Biserica ortodoxă „Sf. Voievozi” | sat Agighiol; comuna Valea Nucarilor          | | 1858-1860                                                                             | Încarcă foto \| video | Raportează eroare |
| TL-II-s-B-06002                                                   | Sit urban | oraș Babadag                                  | Str. Zânelor, Ștefan cel Mare, Dr. Boteanu, Col. Andoniu | sec. XIX                                                                              | Încarcă foto \| video | Raportează eroare |
| TL-II-m-A-06000                                                   | Geamia Ali - Gazi Pașa | oraș Babadag                                  | Str. Geamiei 2 44.89245°N 28.72078°E | 1618-1619 Generalul Ali Gaza-Pașa (ctitor)                                            | Alte imagini          | Raportează eroare |
| TL-II-m-A-06001                                                   | Casa „Panaghia”, azi Muzeul de artă orientală | oraș Babadag                                  | Str. Mihai Viteazul 6 44.8924°N 28.72187°E | înc. sec. XIX                                                                         |                       | Raportează eroare |
| TL-II-m-B-06003                                                   | Biserica ortodoxă „Aducerea moaștelor Sf. Nicolae”                                                                                                  | sat Beidaud; comuna Beidaud                   | Intravilanul satului Beidaud | 1851/1872                                                                             | Încarcă foto \| video | Raportează eroare |
| TL-II-m-B-06004                                                   | Casa Panait Cerna | sat Cerna; comuna Cerna                       | 45.08287°N 28.30333°E | a doua jumătate a sec. XIX                                                            |                       | Raportează eroare |
| TL-II-m-A-21029 (fost TL-II-m-B-21029)                            | Biserica ortodoxă „Sf. Arhangheli Mihail și Gavril”                                                                                                 | sat Chilia Veche; comuna Chilia Veche         | 45.42157°N 29.28553°E |                                                                                       | Încarcă foto \| video | Raportează eroare |
| TL-II-m-A-06006                                                   | Geamie | oraș Isaccea                                  | Str. 1 Decembrie 19, T3, Cc62/1 45.27475°N 28.45794°E | sf. sec. XVIII                                                                        | Alte imagini          | Raportează eroare |
| TL-II-m-B-06007 (RAN: 159696.07)                                  | Biserica ortodoxă „Sf. Gheorghe” | oraș Isaccea                                  | Str. Vlad Țepeș 1, T31, Cc1244/1 | 1862                                                                                  |                       | Raportează eroare |
| TL-II-m-B-06008                                                   | Școală | oraș Măcin                                    | Str. Florilor 55 | ante 1912                                                                             |                       | Raportează eroare |
| TL-II-m-A-06009                                                   | Geamie | oraș Măcin                                    | Str. Granitului 5 45.24479°N 28.12942°E | 1860 Hagi Berbe Ahmet (ctitor)                                                        | Alte imagini          | Raportează eroare |
| TL-II-m-B-06010                                                   | Fost han | oraș Măcin                                    | Str. Independenței 5 | mijl.sec. XIX                                                                         |                       | Raportează eroare |
| TL-II-a-A-06005 (fost TL-II-a-B-06005)                            | Mănăstirea Cocoș | sat Niculițel; comuna Niculițel               | La 6 km S de Isaccea, la 5 km NV de Niculițel, T20, Cc 1905 45.2118°N 28.4158°E | 1911-1929                                                                             |                       | Raportează eroare |
| TL-II-m-A-06005.01 (fost TL-II-m-B-06005.01)                      | Biserica „Adormirea Maicii Domnului” | sat Niculițel; comuna Niculițel               | La 6 km S de Isaccea, la 5 km NV de Niculițel, T20, Cc 1905 | 1911-1913 Toma Dobrescu                                                               |                       | Raportează eroare |
| TL-II-m-A-06005.03 (fost TL-II-m-B-06005.03)                      | Stăreție | sat Niculițel; comuna Niculițel               | La 6 km S de Isaccea, la 5 km NV de Niculițel, T20, Cc 1905 | 1905                                                                                  | Încarcă foto \| video | Raportează eroare |
| TL-II-m-A-06005.04 (fost TL-II-m-B-06005.04)                      | Chilii | sat Niculițel; comuna Niculițel               | La 6 km S de Isaccea, la 5 km NV de Niculițel, T20, Cc 1905 | 1910-1911, 1926-1929                                                                  |                       | Raportează eroare |
| TL-II-m-A-06005.05 (fost TL-II-m-B-06005.05)                      | Turn clopotniță | sat Niculițel; comuna Niculițel               | La 6 km S de Isaccea, la 5 km NV de Niculițel, T20, Cc 1905 | 1864-1883                                                                             |                       | Raportează eroare |
| TL-II-m-A-06005.02 (fost TL-II-m-B-06005.02)                      | Paraclis | sat Niculițel; comuna Niculițel               | La 6 km S de Isaccea, la 5 km NV de Niculițel, T20, Cc 1905 | 1883-1913                                                                             | Încarcă foto \| video | Raportează eroare |
| TL-II-m-A-06011                                                   | Biserica „Sf. Atanasie” | sat Niculițel; comuna Niculițel               | Str. Isaccei 110, Intravilan Niculițel | sec. XIV - XV, XVI, XVIII                                                             |                       | Raportează eroare |
| TL-II-m-B-06012                                                   | Mănăstirea Saon | sat Niculițel; comuna Niculițel               | 10 km. N de Niculițel, pe malul lacului Saun | 1881, 1912                                                                            |                       | Raportează eroare |
| TL-II-m-A-06013                                                   | Farul Vechi | oraș Sulina                                   | Pe malul stâng al Dunării, în aval de Sulina 45.15527°N 29.6631°E | 1887                                                                                  |                       | Raportează eroare |
| TL-II-s-B-06020                                                   | Sit urban | oraș Sulina                                   | Str. II, Kogălniceanu M., Păcii | sec. XIX                                                                              | Încarcă foto \| video | Raportează eroare |
| TL-II-s-B-06038                                                   | Sit urban | oraș Sulina                                   | Zona Chei - str. I, str. II, Republicii, Zamfirescu Duiliu | sec. XIX                                                                              | Încarcă foto \| video | Raportează eroare |
| TL-II-m-B-06031                                                   | Casă | oraș Sulina                                   | Str. Eminescu Mihail 1 | sec. XIX                                                                              | Încarcă foto \| video | Raportează eroare |
| TL-II-m-B-06014                                                   | Casă | oraș Sulina                                   | Str. I, 113 | 1902                                                                                  | Încarcă foto \| video | Raportează eroare |
| TL-II-m-B-06015                                                   | Casă | oraș Sulina                                   | Str. I, 130 | sf. sec. XIX                                                                          | Încarcă foto \| video | Raportează eroare |
| TL-II-m-B-20987                                                   | Biblioteca Orășenească Sulina | oraș Sulina                                   | Str. I, 178-179 | 1890                                                                                  |                       | Raportează eroare |
| TL-II-m-B-06016                                                   | Casă | oraș Sulina                                   | Str. I, 181 | 1915-1925                                                                             | Încarcă foto \| video | Raportează eroare |
| TL-II-m-A-06017                                                   | Așa numita „Casa Jean Bart” | oraș Sulina                                   | Str. I, 190B | 1905-1910                                                                             |                       | Raportează eroare |
| TL-II-m-B-06018                                                   | Catedrala ortodoxă „Sf. Nicolae și Alexandru” | oraș Sulina                                   | Str. I, 200 45.15629°N 29.66043°E | 1910-1912, 1933-1934 Nicolae C. Mihăescu (arhitect), prof. Gheorghe Răducanu (pictor) |                       | Raportează eroare |
| TL-II-m-A-06019                                                   | Palatul Comisiei Europene a Dunării | oraș Sulina                                   | Str. I, 202 45.15629°N 29.6623°E | 1860-1868                                                                             |                       | Raportează eroare |
| TL-II-m-B-06021                                                   | Casă | oraș Sulina                                   | Str. II, 11 | 1915-1930                                                                             | Încarcă foto \| video | Raportează eroare |
| TL-II-m-B-06022                                                   | Casă | oraș Sulina                                   | Str. II, 13 | 1908-1910                                                                             | Încarcă foto \| video | Raportează eroare |
| TL-II-m-B-21102                                                   | Casa „Parparia”, în prezent sediul Institutului de Biologie al Academiei Române, Stațiunea de Cercetări Ecologice                                   | oraș Sulina                                   | Str. II, 35 45.15603°N 29.6584°E |                                                                                       | Încarcă foto \| video | Raportează eroare |
| TL-II-m-A-06023 (LMI92: 37B0002)                                  | Farul Comisiei Europene a Dunării | oraș Sulina                                   | Str. II, 43 45.15508°N 29.6625°E | 1870                                                                                  | Alte imagini          | Raportează eroare |
| TL-II-m-B-06024                                                   | Casă | oraș Sulina                                   | Str. II, 232 | sf. sec. XIX                                                                          | Încarcă foto \| video | Raportează eroare |
| TL-II-m-B-06025                                                   | Casă cu prăvălie | oraș Sulina                                   | Str. II, 288 | sf. sec. XIX                                                                          | Încarcă foto \| video | Raportează eroare |
| TL-II-m-B-06026                                                   | Biserica ortodoxă „Sf. Nicolae” | oraș Sulina                                   | Str. II, 294A | 1868                                                                                  | Alte imagini          | Raportează eroare |
| TL-II-m-B-06027                                                   | Casă | oraș Sulina                                   | Str. II, 350 | sf. sec. XIX                                                                          | Încarcă foto \| video | Raportează eroare |
| TL-II-m-B-06028                                                   | Casă | oraș Sulina                                   | Str. II, 352 | sf. sec. XIX                                                                          | Încarcă foto \| video | Raportează eroare |
| TL-II-m-B-06029                                                   | Casă | oraș Sulina                                   | Str. II, 354 | sf. sec. XIX                                                                          | Încarcă foto \| video | Raportează eroare |
| TL-II-m-B-06030                                                   | Casă | oraș Sulina                                   | Str. III, 244 | sf. sec. XIX                                                                          | Încarcă foto \| video | Raportează eroare |
| TL-II-m-B-06032                                                   | Biserica catolică „Sf. Nicolae” | oraș Sulina                                   | Str. Kogălniceanu Mihail 4 | 1863, reparații capitale 1931                                                         |                       | Raportează eroare |
| TL-II-m-B-06033                                                   | Casă | oraș Sulina                                   | Str. Mircea Vodă 3 | sf. sec. XIX - înc. sec XX                                                            | Încarcă foto \| video | Raportează eroare |
| TL-II-m-B-06034                                                   | Școala Comisiei Europene a Dunării | oraș Sulina                                   | Str. Negri Costache 10 | 1901-1910                                                                             | Încarcă foto \| video | Raportează eroare |
| TL-II-a-B-06035                                                   | Ansamblul Bisericii ortodoxe grecești „Sf. Nicolae”                                                                                                 | oraș Sulina                                   | Str. Păcii 1 45.155°N 29.65527°E | 1866 - 1888                                                                           |                       | Raportează eroare |
| TL-II-m-B-06035.01                                                | Biserica ortodoxă grecească „Sf. Nicolae” | oraș Sulina                                   | Str. Păcii 1 | 1866-1867, restaurare 1923, 1956                                                      | Încarcă foto \| video | Raportează eroare |
| TL-II-m-B-06035.02                                                | Casa parohială, fosta școală grecească | oraș Sulina                                   | Str. Păcii 1 | 1866 - 1888                                                                           | Încarcă foto \| video | Raportează eroare |
| TL-II-m-A-06036                                                   | Spitalul Comisiei Europene a Dunării | oraș Sulina                                   | Str. Republicii 1 | 1864                                                                                  | Încarcă foto \| video | Raportează eroare |
| TL-II-m-B-06037                                                   | Casă | oraș Sulina                                   | Str. Rosetti C. A. 4 | sf. sec. XIX                                                                          | Încarcă foto \| video | Raportează eroare |
| TL-II-a-B-06039                                                   | Mănăstirea Celic-Dere | sat Telița; comuna Frecăței                   | La 3 km SE de satul Telița, com. Frecăței, intravilan, trup B, Cc 29 45.12604°N 28.582°E | 1901-1932                                                                             | Alte imagini          | Raportează eroare |
| TL-II-m-B-06039.01                                                | Biserica „Adormirea Maicii Domnului” | sat Telița; comuna Frecăței                   | La 3 km SE de satul Telița, com. Frecăței, intravilan, trup B, Cc 29 | 1901-1932 Toma Dobrescu (arhitect)                                                    |                       | Raportează eroare |
| TL-II-m-B-06039.02                                                | Paraclisul „Izvorul Tămăduirii” | sat Telița; comuna Frecăței                   | La 3 km SE de satul Telița, com. Frecăței, intravilan, trup B, Cc 29 | 1901-1932                                                                             | Încarcă foto \| video | Raportează eroare |
| TL-II-m-B-06039.03                                                | Stăreție | sat Telița; comuna Frecăței                   | La 3 km SE de satul Telița, com. Frecăței, intravilan, trup B, Cc 24 | 1901-1932                                                                             | Încarcă foto \| video | Raportează eroare |
| TL-II-m-B-06039.04                                                | Chilii | sat Telița; comuna Frecăței                   | La 3 km SE de satul Telița, com. Frecăței, intravilan, trup B, Cc 28 | 1901-1932                                                                             |                       | Raportează eroare |
| TL-II-m-B-06039.05                                                | Ateliere | sat Telița; comuna Frecăței                   | La 3 km SE de satul Telița, com. Frecăței, intravilan, trup B, Cc 21 | 1901-1932                                                                             | Încarcă foto \| video | Raportează eroare |
| TL-II-m-B-06039.06                                                | Moară de vânt | sat Telița; comuna Frecăței                   | La 3 km SE de satul Telița, com. Frecăței, intravilan, trup B, Cc 25 | 1901-1932                                                                             |                       | Raportează eroare |
| TL-II-m-A-21019 (fost TL-II-m-B-21019)                            | Biserica „Nașterea Maicii Domnului” | sat Telița; comuna Frecăței                   | 45.15428°N 28.56586°E |                                                                                       | Încarcă foto \| video | Raportează eroare |
| TL-III-m-A-06040                                                  | Monumentul Independenței | municipiul Tulcea                             | „Colnicul Hora”, în parcul Monumentului 45.18675°N 28.81484°E | 1879, 1899-1904, 1935, 1977 Giorgio Vasilescu, Constantin Bălăcescu (sculptori)       | Alte imagini          | Raportează eroare |
| TL-III-m-B-20905                                                  | Bustul lui Spiru Haret | municipiul Tulcea                             | Scuarul aflat la intersecția str. 14 Noiembrie, str. Gloriei și str. 9 Mai | 1923                                                                                  |                       | Raportează eroare |
| TL-IV-m-A-06041                                                   | Mormântul lui Ali - Gazi Pașa | oraș Babadag                                  | Str. Geamiei 2 | 1620                                                                                  |                       | Raportează eroare |
| TL-IV-m-B-06042                                                   | Mormântul lui Baba - Sari - Saltuc - Dede | oraș Babadag                                  | Str. 1 Decembrie 1918, 11 | 1484, sf. sec. XVIII                                                                  |                       | Raportează eroare |
| TL-IV-m-A-06043                                                   | Obelisc al ostașilor din Războiul de Independență                                                                                                   | sat Smârdan; comuna Smârdan                   | Intravilan, pe malul drept al Dunării, T22, P1164 | sec. XIX                                                                              | Încarcă foto \| video | Raportează eroare |
| TL-IV-s-A-06044                                                   | Cimitirul Comisiei Europene a Dunării | oraș Sulina                                   | Str. Bălcescu Nicolae | mijl. sec. XIX                                                                        | Încarcă foto \| video | Raportează eroare |
| TL-IV-s-A-06045                                                   | Cimitir ortodox | oraș Sulina                                   | Str. Bălcescu Nicolae | mijl. sec. XIX                                                                        | Încarcă foto \| video | Raportează eroare |
| TL-IV-s-A-06046                                                   | Cimitir musulman | oraș Sulina                                   | Str. Bălcescu Nicolae | mijl. sec. XIX                                                                        | Încarcă foto \| video | Raportează eroare |
| TL-IV-s-A-06047                                                   | Cimitir catolic | oraș Sulina                                   | Str. Bălcescu Nicolae | mijl. sec. XIX                                                                        | Încarcă foto \| video | Raportează eroare |
| TL-IV-s-A-06048                                                   | Cimitir evreiesc | oraș Sulina                                   | Str. Bălcescu Nicolae | mijl. sec. XIX                                                                        | Încarcă foto \| video | Raportează eroare |